# Економіка Новгородської області
Економіка Новгородської області — комплекс системи господарювання в окремому суб'єкті Російської Федерації Новгородська область. Економічний комплекс області Міністерством економічного розвитку включено до складу Північно-західного економічного району з головним центром в Санкт-Петербурзі. Виробничо-промисловий комплекс регіону представлений 1500 підприємствами, з яких активну діяльність станом на 2021 рік здійснюють 1333, серед яких 187 великих і середніх підприємств. Валовий регіональний продукт 2019 року становив 275,0 млрд російських рублів, або 465,1 тис. російських рублів у перерахунку на одного жителя[⇨]. Промисловість виробляє близько 40 % ВРП та приблизно 1 % ВВП Росії, формує 88 % всього отриманого прибутку, забезпечує роботою 21,5 % трудових ресурсів регіону. Зосереджена переважно в обласному центрі та найбільших містах: Великому Новгороді (50 % обсягів валової продукції), Боровичах, Старій Руссі, Чудово. Структура промисловості: хімічна, деревообробна, целюлозно-паперова, харчова галузі, машинобудування, включно з електроникою, оптикою та і виробництвом електрообладнання[⇨].

## Загальні показники
Новгородська область Міністерством економічного розвитку Росії віднесена до Північно-західного економічного району. За часів СРСР це був територіально найбільший економічний район європейської частини країни (1,6 млн км², 7,4 % території країни та 5 % населення), що простягався від Балтійського узбережжя до арктичних вод Карського моря. Після виділення 1980 року самостійного Північного територія Північно-Західного обмежується 4 областями (0,2 млн км², 11,5 % території і 6 % населення країни). Територія Новгородської області має сприятливі природно-кліматичні умови (без метеорологічних екстремумів) для проживання людей і ведення господарчої діяльності.
За даними Росстату, валовий регіональний продукт Новгородської області за 2016 рік склав 244,5 млрд, за 2018—262,0 млрд російських рублів. За цим показником регіон займає 60 місце в країні. У порівнянні з попереднім роком в порівняльних цінах відбулось зростання на 1,6 %, у номінальних — на 4,4 %. Валовий регіональний продукт на душу населення 2016 року склав 398,1, 2018 року — 434,2 тис. рублів, темпи росту в порівнянні з попереднім роком становили 5,0 %. Загальне демографічне навантаження 2017 року в області становило 89,9 особи непрацездатного віку (дітей і стариків) на 100 осіб працездатного віку, тобто чоловіки у віці 16–60 років і жінки 16–55 років (2-ге).
Регіональний прожитковий мінімум (РПМ) 2019 року в Новгородській області становив 10,9 тис. російських рублів (32-ге). Середній дохід на одного мешканця області 2019 року склав 26,3 тис. рублів (51-ше), середня заробітна плата — 35,1 тис. рублів (46-те); медіанний дохід — 21,6 тис. рублів (47-ме), або 1,97 РПМ (60-те), медіанна заробітна плата — 29,2 тис. рублів (45-те); співвідношення середнього і медіанного доходів — 82,1 % (15-те), заробітних плат — 83,1 % (20-те). Рівень реальних доходів населення до 2014 року постійно зростав (наприклад, 2013 року 9,8 %▲ у порівнянні до попереднього року), після 2014 невпинно зменшується (наприклад, 2016 року -8,8 %▼ у порівнянні до попереднього року). У середньому по регіону 15,4 % заробітних плат менше визначеного РПМ (55-те), 14,8 % населення перебуває за межею бідності (35-те). Структура грошових доходів населення регіону 2005 року майже на половину складалась з оплати праці (заробітної платні), приблизно по 1/6 припадало на соціальні виплати малозабезпеченим і уразливим прошаркам населення та на доходи від підприємницької діяльності, пасивний дохід населення становив незначну частку. Рівень безробіття 2017 року в Новгородській області склав 4,7 % від працездатного населення (58-ме). Середня пенсія в Новгородській області 2016 року становила 1,5 РПМ — 16,3 тис. російських рублів (63-тє).
Загальна рентабельність економіки регіону прийнятна і перебуває на рівні 12,5 % (26-те). Розмір дотацій з федерального бюджету на душу населення 2017 року становив 24,2 тис. російських рублів (65-те).
Для регіону характерна значна частка високотехнологічної продукції у РВП — 28,3 % за 2016 рік (9-те). Валовий дохід роздрібної торгівлі 2017 року на душу населення склав 183,6 тис. російських рублів (32-ге); сфери харчування — 94,6 тис. російських рублів (37-ме).
У Новгородські області 2017 року на держслужбовців припадало 4 % осіб, що зайняті в економіці (26-те), оцінка їхньої діяльності була найнижча серед всіх регіонів Росії, лише 32,2 % респондентів відгукнулись схвально.

### Інвестиції
Інвестиції в основний капітал 2016 року становили 64,3 тис. російських рублів на душу населення (38-ме). За результатами 2017 року Новгородська область у національному рейтингу стану інвестиційного клімату поліпшила своє положення на 24 позиції, посівши 29-те місце серед усіх суб'єктів Російської Федерації. 2018 року в регіоні була створена територія випереджаючого соціально-економічного розвитку (ТОСЭР) «Угловка», резиденти якої мають пільги з відрахувань податків і страхових виплат до бюджету в рамках реалізації інвестиційних проектів. Того ж року було відкрито Центр молодіжної інноваційної творчості, приватний індустріальний парк, бізнес-інкубатор і технопарк на базі заводу «ГАРО».
Система підтримки малого та середнього бізнесу об'єднує різні організації інфраструктури:
- Новгородський фонд підтримки малого підприємництва (мікрокредитна компанія) з центрами кластерного розвитку, підтримки підприємництва й експорту.
- Центр інновацій соціальної сфери. Системою «єдиного вікна» отримання державних послуг для підприємців стали Агентство з розвитку Новгородської області, центри надання послуг «Мій бізнес» і МФЦ для бізнесу[8]. Організовано прямий доступ до послуг АТ «Російський експортний центр», відкрито представництво МСП-Банку.

## Історія
Історичною для регіону є галузь солеваріння, економічна могутність Новгорода спиралась на зовнішню (місто мало тісні зв'язки з Ганзою, торговим союзом північнонімецьких міст) та внутрішню торгівлю, місто було купецьким. За часів Російської імперії на території області промисловість не розвивалась, окрім лісопильної та деревообробної (папір, сірники), харчової, легкої та народних промислів (кераміка, скло, плетіння кошиків). Сільське господарство за часів Російської імперії в Новгородській губернії було малопродуктивним, 54,8 % господарств були малоземельними.
Наприкінці 1950-х років в області інтенсивними темпами розвивають електронну промисловість, Новгород стає одним із союзних центрів радіоелектроніки. 1952 року в Новгороді було відкрито перше повоєнне підприємство побутової електроніки (телевізори та студійна апаратура) — завод «Волна». 1958 року створено Новгородський телевізійний завод, нині акціонерне товариство «Квант». Першою моделлю телевізора став «КВН-49», через 2 роки було налагоджено серійний випуск моделі «Волхов». 1958 року постановою Ленінградського Совнархозу було створено конструкторське бюро, на базі якого 1982 року був створений науков-дослідний інститут промислового телебачення «Растр», який займався розробкою телевізійних комплексів. Його прикладними телевізійними установками були оснащені Білоярська та Воронезька атомні електростанції, перший атомний криголам «Ленін», перша промислова радянська виставка в Нью-Йорку (США). У Боровичах було відкрито верстатобудівний завод для лісообробної галузі, в обласному центрі створено авторемонтне підприємство.
1959 року засновано Новгородський завод напівпровідників імені Ленінського комсомолу (поштова скринька № 21) — ОКБ «Планета». 1961 року запрацював Новгородський завод радіотехнічних виробів (пізніше імені XXIV Партз'їзду), що випускав електромагнітне приладдя. Підприємство входило до складу НВО «Комплекс» (від 1996 року ВАТ «Трансвит»). 1966 року збудовано завод перемикачів телевізійних каналів імені 50-річчя Жовтня — НВО «Старт». 1978 засновано завод «Спектр», ще одне підприємство НВО «Комплекс», що випускав відеомагнітофони ВМ-12. У Старій Руссі діяв приладобудівний і медичного обладнання завод. Головними центрами деревообробної і целюлозно-паперової промисловості були Парфіно, Окуловка, Боровичі, Чудово (сірникова фабрика), Пестово. Розвивались кустарні промисли — виготовлення килимарних доріжок, виробів з берести, металу, різьблення по дереву, виготовлення скляних (Мала Вішера) і фаянсових виробів (Мста). У селищі Крестці було відкрито фабрику «Крестецька строчка» з виготовлення строчковишитих виробів. Жіночі трудові ресурси були задіяні на численних підприємствах легкої (льонообробні, швейні, трикотажні) та харчової галузей.
1953 року в Новгородській області налічувалось 776 укрупнених колгоспів, 34 совгоспи, 51 МТС і 55 сільських електрогенеруючих станцій, комплексна меліоративна станція з 20 регіональними загонами. На полях господарств працювало 950 комбайнів, 350 льнокомбайнів і 800 льносмикачів, декілька сотен тракторів.

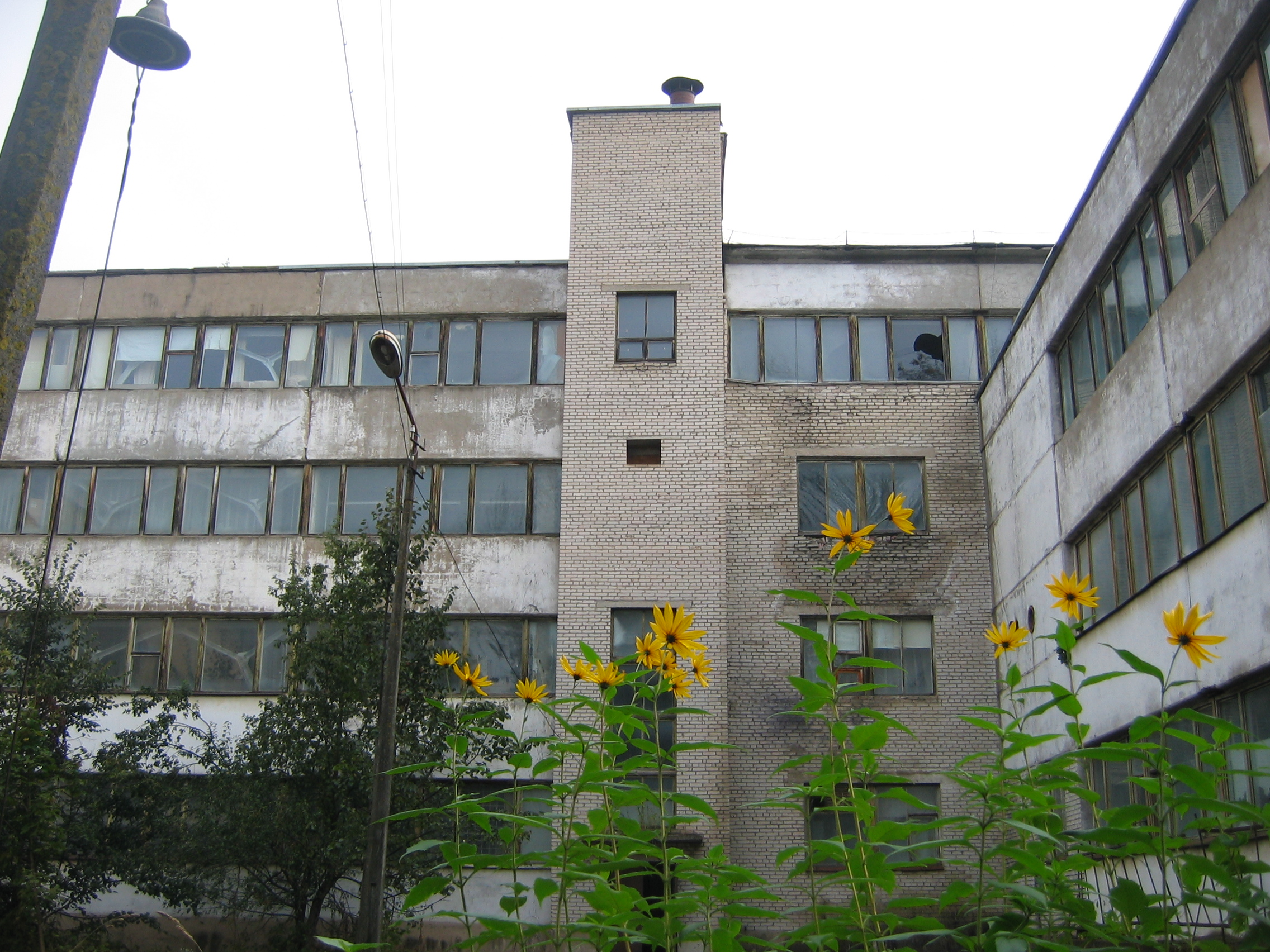
Бронницька порцеляно-фаянсова фабрика
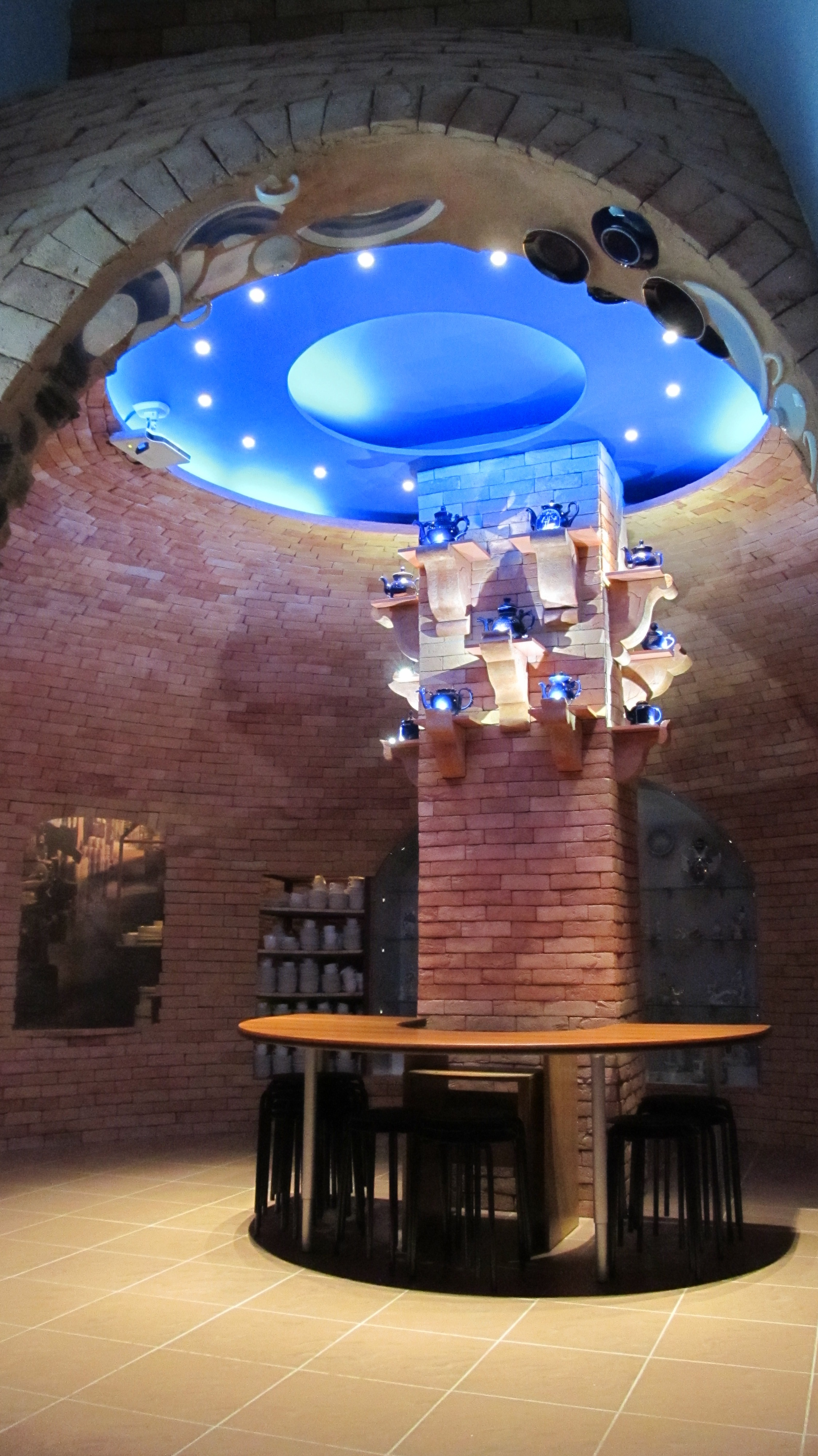
У музеї порцелянового цеху
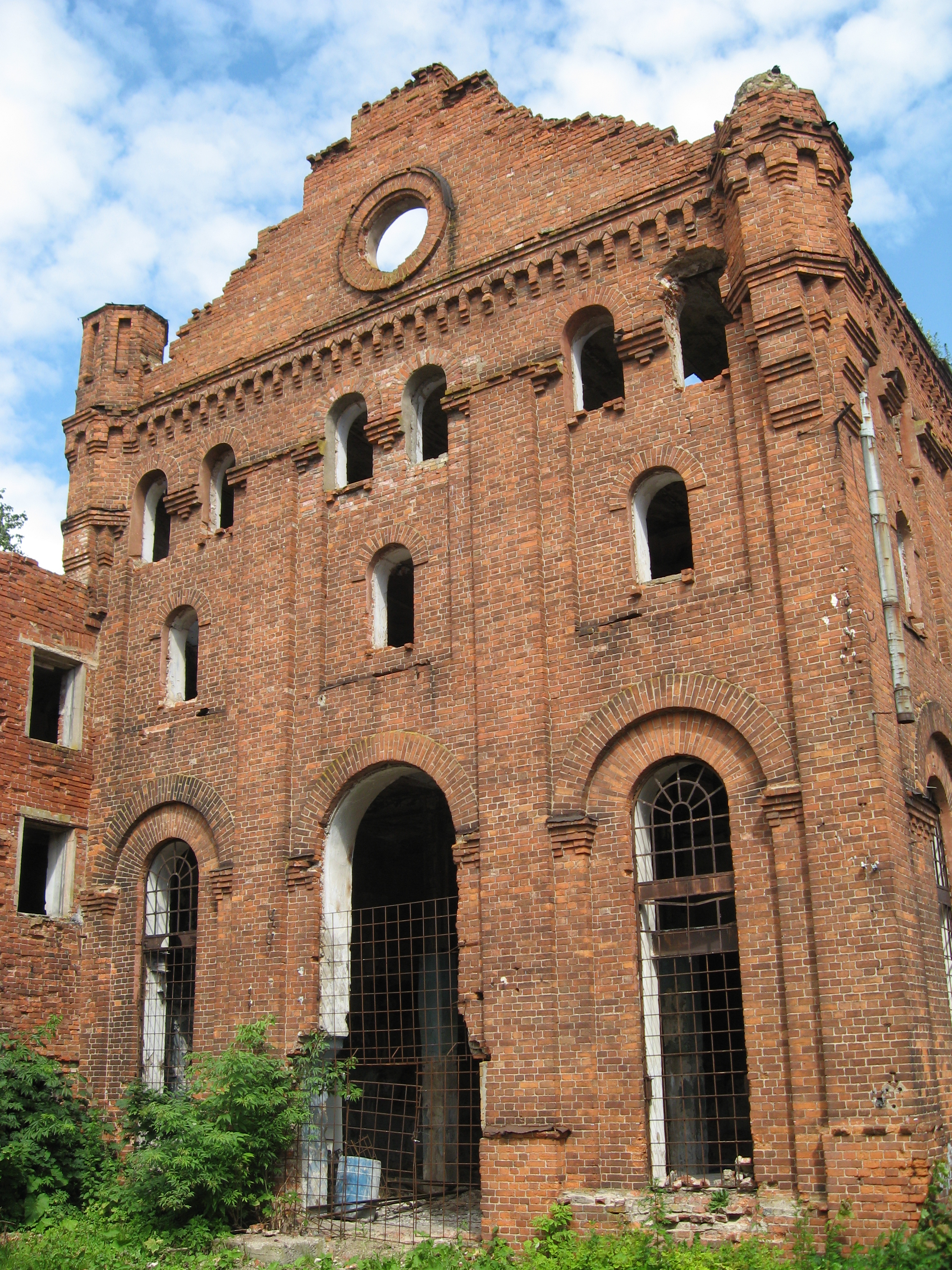
Руїна цеху броварні «Богемія»
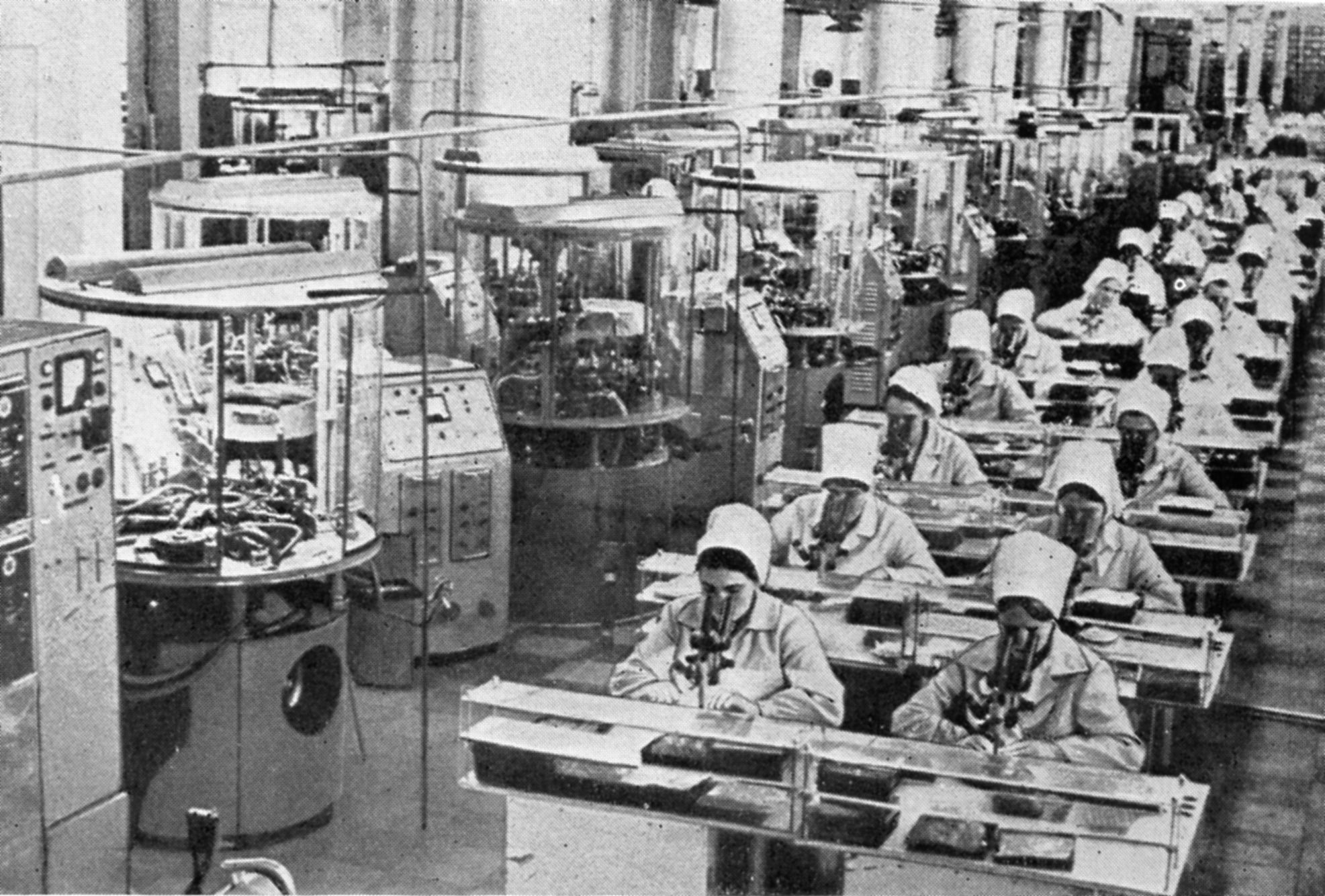
Цех заводу Ленінського комсомолу, 1975 рік
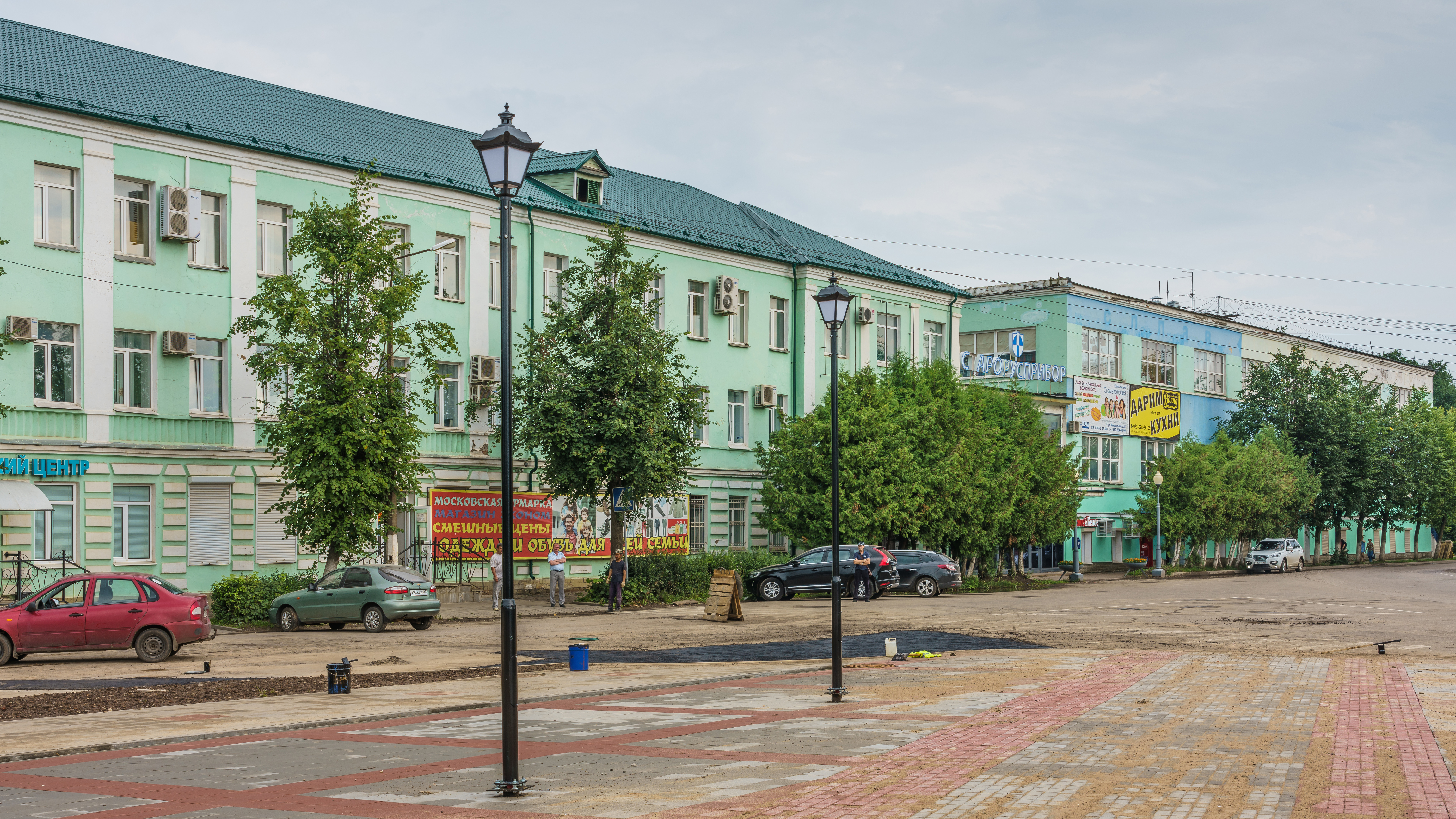
Корпус заводу «Староруссприлад»

У лютому 2015 року уряд Новгородської області одним з перших суб'єктів Російської Федерації допустив технічний дефолт за визначенням Standard & Poors. Область не змогла провести платіж по кредиту в 2 млрд російських рублів банку ВТБ та не зуміла залучити кошти комерційних банків на аукціоні. Пізніше вдалося домовитись із ВТБанком о реструктуризації боргу. За оцінкою експертів це стало наслідком економічної політики «Травневих указів» президента Володимира Путіна.

## Первинний сектор

### Гірництво
З 2000-х років активно йде процес виявлення нових родовищ, планується геологічне вивчення ділянок надр з метою розвідки на нафту, алмази та марганцеві руди. Станом на 1 січня 2019 року в області розвідано і поставлено на державний баланс 196 родовищ твердих корисних копалин. З яких розробляються поклади будівельного піску й валунно-гравійно-піщана сировина (166 кар'єрів), вогнетривкі глини (3), цегляної і керамічної глини (3), скляної сировини (2), будівельного каміння (4), вапняку, включно з облицювальним (3), торфу (9), сапропелю (3), лікувальних грязей (1). Промислові родовища горючих сланців, бокситів, бурого вугілля, вогнетривких глин та мінеральних барвників не експлуатуються з економічних причин.
Пісок будівельний.
- Батецький район: Щепи, Бор Західний, Кошельково-1, Скачелі-1, Перевал, Дорогобуж, Івня.
- Боровицький район: Круппське, Пєтухово, Сутоки, Пірусс, Трьомово.
- Валдайський район: Добивалово Західний, Афанасово і Сомиха, Шилово-3, Кувізіно, Маяки, Чорнушка.
- Дем'янский район: Обрині-3, Висючий Бор-2.
- Крестецький район: Далево-1 і Холова, Далево-2 і Вєтренка-4, Зарєчьє, Вєтренка-1 і Вєтренка-2, Крутой Берег.
- Любитинський район: Калина, Дреглі, Мироєжи, Красава-3.
- Маловішерський район: Вереб'є-1, Пришкіно, Кленіно, Кириловське, Старі Морозовичі та Частова в річищі Мсти, Урочище Борок, Карпина Гора, Влічки, Борок-1, Чорний-1, Колокольний, Какоринське-2, Зарєч'є.
- Новгородський район: Шевелєво, Недомислі, в річищі Мсти, Питьба, Горенка і Село Гора, Ольховий, Ніколаєвський, Чорна Горка, Лисья Гора, Озеро Ільмень, Войци-1 і Желєзний-2, Желкун, Тиха Заводь, Вдіцко-4, Луга-6.
- Окуловський район: Боровна-1, Гряди, Борок, Зорька-2, Чорний, Боровенка-3, Великий Куст-2, Панорама, Заруччя-1, Іловський.
- Парфінський район: річище річки Пола і річки Ловать (17-42 км).
- Пестовський район: Пестово, Попово-2.
- Поддорський район: Каковка-2.
- Солецький район: Сольці.
- Хвойнинський район: Миголощі, Спасово, Прокшино, 144-й квартал.
- Холмський район: Загор'є.
- Чудовський район: Арефіно-1 і Арефіно-3, Маслово-1.
- Шимський район: Скородумське-1, Раглиці, Менюша, Каменське, Струпенка і Добролюбово, Витонь, річище Шелоні (12-29 км).

Піщано-гравійна сировина (ПГМ, ПГС)
- Батецький район: Запольє, Щепи, Озерьово, Слудовське.
- Боровицький район: Сутоки, Пєтуховське, Коровкіно-2.
- Валдайський район: Маяки і Єдрово, Чорнушка.
- Крестецький район: Велика Нива і Кирютинський.
- Любитинський район: Дреглі, Кам'янка, Мироєжи, Шмаки-1, Красава-5.
- Новгородський район: Отлізіно і Чорна Горка.
- Мошенський район: Мошенське.
- Пестовський район: Гора, Іскриха та Іскриха-2, Токарьово, Анісімцево, Копачьово.
- Поддорський район: Каковка.
- Старорусський район: Пустошка й Анутка.
- Хвойнинський район: Сутоки, Нарочино, Анциферово-3.
- Шимський район: Витонь, Кчерське, річище Шелоні (12-29 км), Кчерське, Бологово.

Валунно-гравійно-піщана сировина (ВГПМ, ВГПС)
- Батецький район: Грива і Вольний.
- Боровицький район: Пєтуховське.
- Валдайський район: Чорнушка-1, Маяки, Добивалово Східний.
- Любитинський район: Зубово.
- Новгородський район: Недомислі, Чорний Остров.
- Окуловський район: Новоборовенковське, Крот-2 і Аїст.
- Хвойнинський район: Миголощі, В'язовка, Александровський, Анциферово-3, Шварково, Філістово.

Глини будівельні та вогнетривкі
- Боровицький район: Боровицьке, Пєтуховське, Пригородний.
- Новгородський район: Панковське, Наволоцьке.

Вапняк (включно з облицювальним) і карбонати
- Окуловський район: Заріччя, Угловське, Трубське.
- Старорусський район: Ільменське, Солобсько-1.
- Шимський район: Жари, Утьос.

Сапропель
- Волотовський район: озеро Савкіно.
- Любитинський район: озеро Княжесєльське.
- Мошенський район: озеро Сухе.
- Новгородський район: озеро Липове.

Торф
- Новгородський район: Тьосово-Нетільське, Горенка-1, Чавниці-1.
- Хвойнинський район: Семеновські Вельгі.
- Чудовський район: Отхожий Лєс.
- Шимський район: Боровське, Заплюсські мохи.

### Агровиробництво
Чисельність сільського населення області 167,8 тис. осіб (станом на 1 січня 2021 року), що становить 28 % від загального населення. Земельний фонд Новгородської області становить 602,1 тис. га сільськогосподарських угідь, з яких 425,4 тис. га ріллі. Природні умови регіону дозволяють вирощувати районовані сільськогосподарські культури — зернові, зернобобові та кормові культури, а також картоплю, овочі і багаторічні трави. Недостатня кількість тепла за вегетаційний період, дрібноконтурні угіддя, місцями сильна заболоченість і перезволоження ґрунтів вимагають значних агротехнічних заходів і матеріальних затрат для ведення сільського господарства. Загальна рентабельність сільського господарства 2005 року становила 10,2 %. Найрентабельнішим було вирощування свійської птиці (40 %) і свиней (34 %) на м'ясо; найменш рентабельним — вирощування картоплі (8 %) та виробництво коров'ячого молока (15 %). За використання сучасних агротехнологій і переоснащення матеріальної бази вона значно підвищується. Станом на 2017 рік галузь повністю забезпечує потреби населення регіону м'ясом, картоплею, рядом овочей, в значній мірі яйцями. Новгородська область є одним з найбільших виробників картоплі, овочів, яєць і м'яса північного заходу Росії.
Структура сільськогосподарських підприємств Новгородської області:
- 133 сільськогосподарські організації різних організаційно-правових форм,
- 795 селянських (фермерських) господарств,
- 191 тис. приватних підсобних господарств.

#### Тваринництво
Провідною галуззю сільського господарства є тваринництво. Головний споживач продукції новгородського тваринництва — Санкт-Петербург. Основні напрямки: молочне (90 % господарств) і м'ясне скотарство, свинарство (ТОВ «Новгородський Бекон», до 90 % валової продукції галузі в області, ТОВ «НовСвин» і Агрохолдинг «Устьволмский») і птахівництво (ТОВ «Белгранкорм — Великий Новгород»). Працюють 10 племінних репродукторів, у тому числі 2 м'ясного і 6 молочного скотарства, 2 свинарства. Свого часу в області розводили тонкорунних овець. На 1 березня 2021 року поголів'я худоби в господарствах всіх сільгоспвиробників становило 28,4 тис. голів (у порівнянні з попереднім роком -2,1 %). Структура цього поголів'я:
- велика рогата худоба — 14,2 тис. голів (-2,7 %), з яких 19,6 % припадає на приватні домогосподарства;
- свині — 132,4 тис. голів (+ 1,7 %), з яких 2,8 % припадає на приватні домогосподарства;
- вівці і кози — 17,9 тис. голів (-2,5 %), з яких 64,3 % припадає на приватні домогосподарства[17].

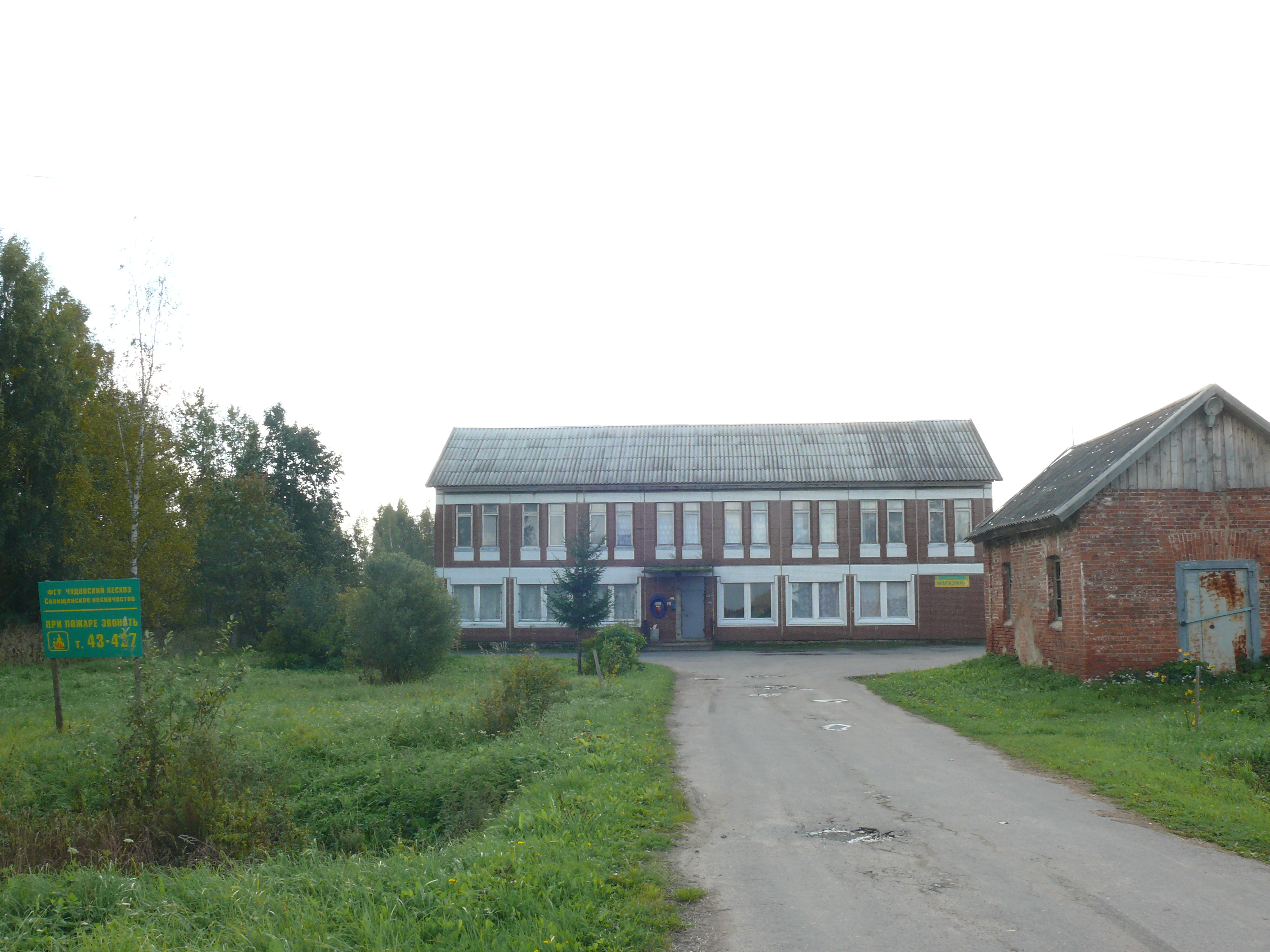
Селищенське лісництво Чудовського лісгоспу

#### Землеробство
Агрокліматичні умови в Новгородській області сприятливі для вирощування льону, картоплі, зернових культур. Найбільше на південному-заході. Проте в прохолодні дощові роки посіви страждають від перезволоження, теплолюбних культур — від нестачі тепла; погода затримує збір врожаю. Рослинництво в структурі аграрного сектора економіки області виконує допоміжну роль. Вирощують картоплю (3,7 тис. га посівів, валовий збір 93,6 тис. тонн, середня врожайність 256 центнерів/га 2020 року), овочі відкритого ґрунту (48,1 тис. тонн, 340 центнерів/га 2020 року), зернові (14,3 тис. га, врожай 36,3 тис. тонн 2020 року), ріпак (1,5 тис. га, 2,6 тис. тонн). У регіоні створено розвинуту племінна базу і систему насінництва з 7 насінницьких господарств, з яких 5 займаються картоплярством і 2 зерновими культурами. Одне з досягнень — меристемна технологія вирощування безвірусного посадкового матеріалу картоплі (300 тис. одиниць 2017 року). Історично важлива галузь льонарство (12 % площ посівів, 10 льнозаводів, льнопрядильна фабрика) за часів самостійності повністю занепала й була замінена імпортною сировиною.
| тис. га | 567,0 | 484,8 | 371,8 | 280,1 | 180,6 | 181,4 | 178,5 |

### Лісівництво
Лісове господарство залишається однією з головних галузей. За радянських часів були створені потужні ліспромгоспи: Дрегельський, Валдайський, Молвотицький, Крестецький (дослідне підприємство Центрального НДІ механізації та енергетики лісозаготівель), Маловішерський і Анциферовський. Загальна площа лісового фонду Новгородської області становить 4077,2 тис. га. Лісистість — 64,1 %; площі рубок — 0,6 %, гарі — 0,06 %. Ліси I групи — 1023,5 тис. га, вкриті лісом — 947,0 тис. га, придатні для експлуатації — 678 тис. га. Ліси II групи — 3064,7 тис. га, вкриті лісом — 2540,2 тис. га, придатні для експлуатації — 2323,6 тис. га. тис. га. На лісовий фонд і гідрологічних режим лісів області впливає вирубка масивів навколо населених пунктів, під час будівництва шляхів сполучення. Загальний стан деревостою задовільний, вогнища лісових шкідників та захворювань відсутні. У Новгородщини значний потенціал розширення целюлозно-паперового виробництва, що використовує деревину м'яколистяних порід (осика, вільха). Загальна площа мисливських лісових угідь (мисливські тварини — лось, кабан, ведмідь) в регіоні становить 4802 тис. га.

### Рибництво
Більше 250 озер регіону мають рибопромислове значення. За радянських часів був створений Новгородський рибтрест і моторна станція, організовано 10 великих риболовецьких колгоспів з власним моторним флотом. У річках і озерах області водиться 46 видів риб: лящ, окунь, щука, минь річковий, йорж, в'язь, білоочка (сопа), форель (на порожистих річках). В озері Ільмень водиться 26 видів риб, серед яких багато промислових, за що воно прозване «золотим дном» (озеро дає 98 % вилову риби в регіоні). Загальний вилов риби, за виняток озера Ільмень, по області становить 30 тонн на рік, за радянських часів — більше 1000 тонн. Неконтрольований перевилов лімітуючих видів риб в 1990-х роках призвів до значного падіння продуктивності озера Ільмень. Відсутність інтенсивного промислу і риборозводних меліоративних робіт у подальші роки призвели до засмічення водойм пліткою та окунем, натомість знижуються запаси щуки, ляща, судака. Риборозводні заводи потребують докорінної реконструкції.

## Вторинний сектор

### Енергетика
Енергетика Новгородської області, станом на 2021 рік, базується на 5 ТЕС загальною потужністю 440 МВт. Головна потужність — Новгородська ТЕЦ (361 МВт), що забезпечує електро- та теплоенергією завод мінеральних добрив «Акрон» та Балтнафтопровід. Виробництво електроенергії 2020 року становило 2003 млн кВт•год; споживання — 4327 млн кВт•год, максимум навантаження — 656 МВт. Регіон є енергодефіцитним, різниця поповнюється за рахунок перетоків з сусідніх регіональних енергосистем. Енергосистема області входить до складу ЄЕС Росії (Центральна Росія) і зв'язана з енергосистемами сусідніх областей високовольтними лініями електропередачі (ЛЕП): Псковська область — одна на 330 кВ і дві по 110 кВ; Ленінградська область — дві по 330 кВ, сім по 110 кВ, три по 35 кВ; Вологодська область — одна на 35 кВ; Тверська область — одна на 330 кВ, чотири по 110 кВ, одна на 35 кВ, вісім на 10 кВ і чотири на 6 кВ.

### Промисловість
Виробничо-промисловий комплекс області представлено 1670 підприємствами, з них активну виробничу діяльність здійснюють 1333, у тому числі 150 великих і середніх підприємств. Промисловість області забезпечує близько 37,2 % валового регіонального продукту, формує 88 % усього отриманого прибутку, у ній зайнято близько 21,5 % працюючого населення. Індустріальний потенціал зосереджений в обласному центрі — Великому Новгороді (30 % кількості підприємств і більш 50 % обсягу випуску промислової продукції) — і містах Боровичі, Стара Русса й Чудово.
Частка області в загальному обсязі промислового виробництва в Росії становить менш 1 %. 90,8 % у загальному обсязі виробництва промислової продукції області займають обробні виробництва, серед яких провідне місце займають:
- Металургія — переробка міді ЗАТ Новгородський металургійний завод і ТОВ «Меркурий» (Великий Новгород), Боровицький завод вогнетривів (Боровицький район).
- Машинобудування — АТ «Энергомаш», ПАТ «Контур» (Великий Новгород), «Полимермаш» (Боровицький район).
  - Енергетичне — ВАТ «Энергомаш» (Чудовський район), ТОВ «Келаст» і ТОВ «Пауэрз» (Новгородський район).
  - Транспортне — ТОВ «Авторемонтный завод Великий Новгород» (Великий Новгород), ТОВ «Трак сервис» (Боровицький район), ТОВ «Бердекс», автомобільні причіпи і напівпричіпи ЗАТ «Новтрак»[a], ТОВ «Гут-Трейлер» (Великий Новгород), Старорусський авіаремонтний завод АТ «123 АРЗ» (Старорусський район).
  - Точне — АТ «Элси», АТ "ОКТБ «Омега», НДІ промислового телебачення «РАСТР», НПК «Системы прецизионного приборостроения», АТ «ГАРО-Трейд» (Великий Новгород).
    - Радіоелектронне і електротехнічне — Спеціалізоване КБ з релейної техніки, протиповітряна радіоелектроніка АТ НВО «Квант», мікроелектроніка, електротехніка, СВЧ-радіотехніка АТ НВП «Старт» і АТ «ОКБ-Планета», Невський трансформаторний завод «Волхов», АТ «Трансвит» і ТОВ «Комплексные альтернативные технологии» (Великий Новгород), ТОВ «Завод Агрокабель» (Окуловський район), ТОВ «Эллипс» (Солецький район).
    - Оптичне — фотооб'єктиви, голографічні та коліматорні приціли ЗАТ «Завод „Юпитер“» і АТ ОКБ «Валдай» (Валдайський район).

  - Металооброка — ЗАТ «ДС Контролз», ТОВ «Банкомат» (Великий Новгород), ТОВ «Темп» (Боровицький район), ТОВ «Шлангенз», ТОВ «Добурз», ТОВ «Арматурз», ТОВ «Клишировка Юньчэн Новгород», ТОВ «НТ ВЭЛВ» (Новгородський район), ТОВ «Модуль» (Парфінський район).
- Хімічна промисловість — виробництво мінеральних азотних добрив і скловолокон ПАТ «Акрон», ТОВ «КСМ» і ТОВ «Магманит» (Великий Новгород), Угловський вапновий комбінат, Окуловський хімзавод, ТОВ «АвтоХимСтандарт», ТОВ «СИЛ-Пласт», ТОВ «Химабсолют» і АТ «Новхимсеть» (Окуловський район).
  - Побутової хімії — Угловський комбінат побутової хімії (Окуловський район), ТОВ «Пэт-Форм» (Солецький район), ТОВ «Эс. Си. Джонсон» (Чудовський район).
  - Пакувальні матеріали, гумові і пластмасові вироби — ТОВ «ПКФ-Галичи» (Великий Новгород), ТОВ «Вилина» і «Металлопластмасс» (Боровицький район), ТОВ «Ривз» і «Торговый дом НОВО-ПЛАСТ» (Новгородський район), ТОВ «Озри» (Окуловський район), ТОВ «Пластферпак» (Чудовський район).
  - Фармацевтична, косметична і виробництво медичних засобів — ЗАТ «Экспериментальный химический завод», ТОВ «Радиотехнические системы» і ТОВ «Механикз» (Великий Новгород), ТОВ «Валдайская косметика», ТОВ «Органик Фармасьютикалз» (Окуловський район).
- Скляна і порцеляно-фаянсова промисловість — Новгородський завод скловолокна, АТ НВО «Стеклопластик» (Великий Новгород), Маловішерський склоробний завод (Маловішерський район).
- Будівельних матеріалів — ТОВ «Волховец» (Великий Новгород), пропанти і вогнетриви Боровицький завод вогнетривів, Боровицький комбінат будівельних матеріалів, Боровицький завод силікатної цегли (Боровицький район), ТОВ «Сибелко Неболчи» (Любитинський раойн), ТОВ «Стройдеталь», ТОВ «Новостек» (Новгородський район), один з найбільших виробників вапна в Росії ВАТ «Угловский известковый комбинат» (Окуловьский район), Чудовський завод залізобетонних шпал і ТОВ «Урса Евразия» (Чудовський район).
- Деревообробна промисловість — ТОВ «Стройдеталь» і ТОВ «Фирма „СОРИ“» (Дем'янський район), ТОВ «Сетново», ТОВ "Новгородская лесопромышленная компания «Содружество», ТОВ «Буллит» і ТОВ «Хасслахерлес» (Маловішерський район), ТОВ «Олес трейд» (Окуловський район), Пестовський лісопромисловий комплекс і ТОВ «Грин Энержи» (Пестовський район), ТОВ «ЮПМ-Кюммене Чудово» (Чудовський район), ТОВ «НОРД» (Хвойнинський район), ТОВ «Холмская лесоторговая компания» (Холмський район). Виготовлення пиломатеріалів в загальному обсягу ділової деревини сягає 70 %[25].
  - Виготовлення фанери, дерев'яних панелей, ДСП і ДВП — Парфінський фанерний комбінат, ТОВ «ПФК-Сервис» і ТОВ «Северный лес» (Парфінський район).
  - Виробництво меблів — ТОВ «Элегия» (Боровицький район), ТОВ «ИКЕА Индастри Новгород» (Новгородський район), Окуловський завод меблевої фурнітури (Окуловський район).
- Целюлозно-паперова промисловість — ТОВ «Амкор Спешиелти Картонз Новгород» (Великий Новгород), Вельгійська паперова фабрика (Боровицький район), ТОВ «Профбумага» (Валдайський район), Окуловська паперова фабрика (Окуловський район).
  - Поліграфічна — ТОВ «Амкор Флексиблз Новгород», ТОВ «ТПК „Печатный двор“», ТОВ «Сауерессиг» (Великий Новгород).
- Легка промисловість
  - Текстильна — ТОВ «ДК Рус» (Новгородський район).
  - Швейна — ТОВ «Вэа технолоджи» і ТОВ «Легпроммода» (Великий Новгород), ТОВ «Фабрика» (Маловішерський район).
- Харчова промисловість — виробництво молочних продуктів ЗАТ «Лактис», м'яса ВАТ «Великоновгородский мясной двор», ЗАТ «Боровичский мясной двор», хлібобулочних виробів ВАТ «Новгородхлеб», кондитерських ТОВ «Мондэлис Русь», комбікормів Подберезький хлібокомбінат (Новгородський район), ТОВ «Стоик» (Маловішерський район), лікеро-горілчані, пиво та інші напої АТ «Дека», АТ «Алкон».

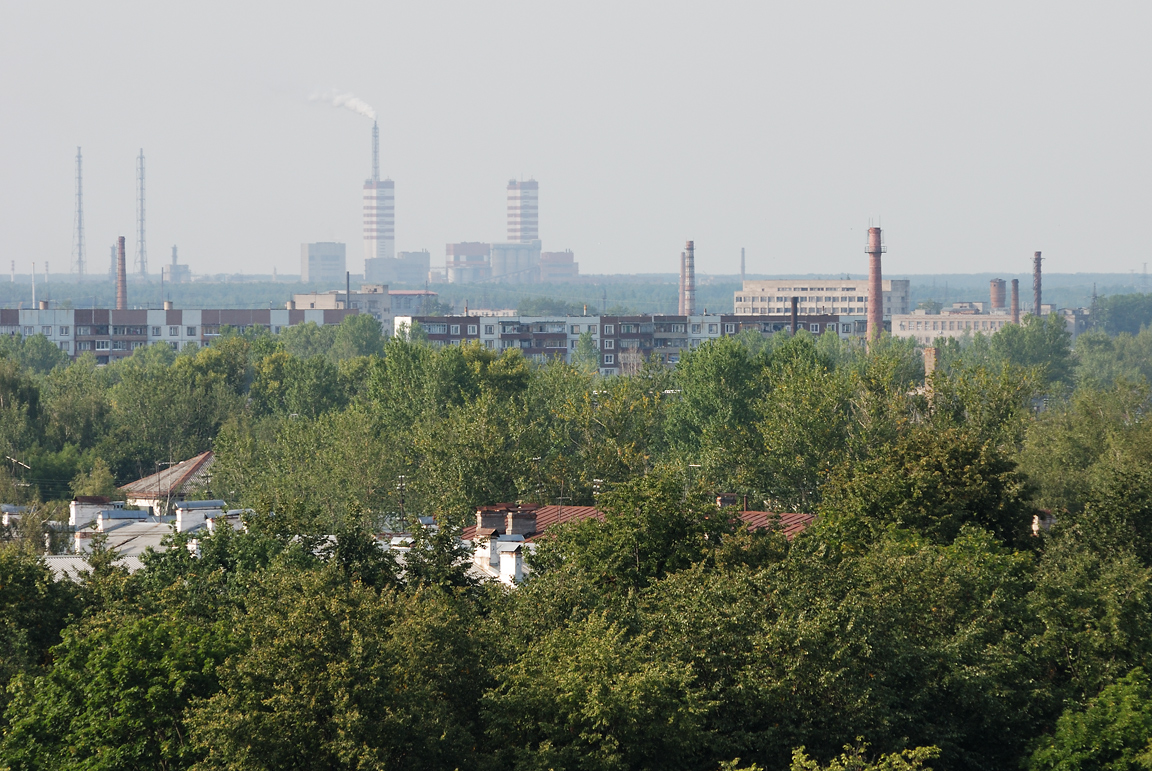
Завод міндобрив «Акрон» у Новгороді
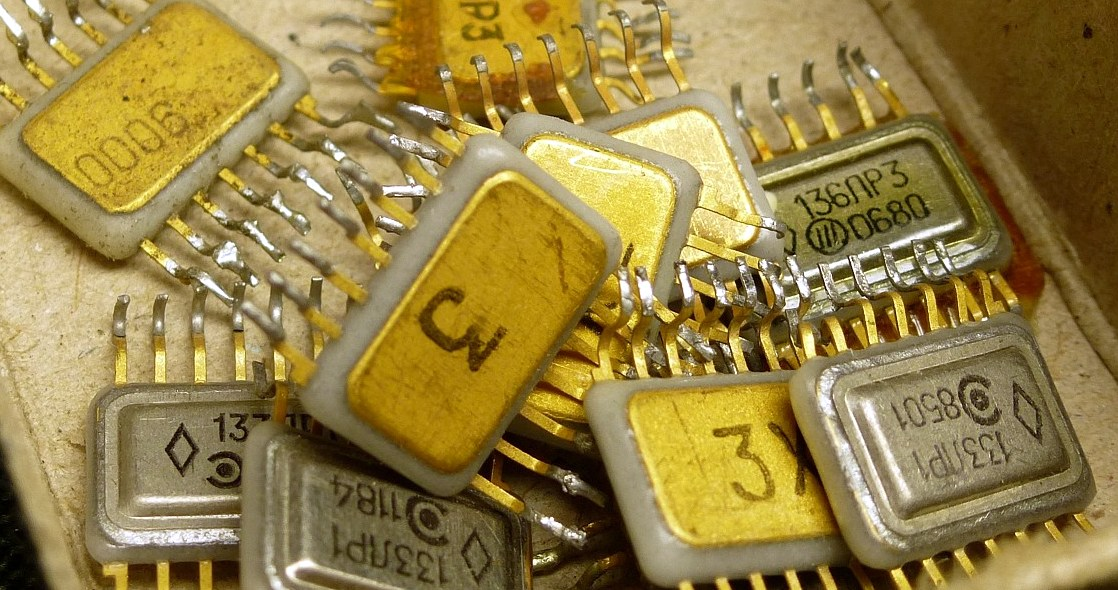
Радянська продукція ОКБ «Планета»
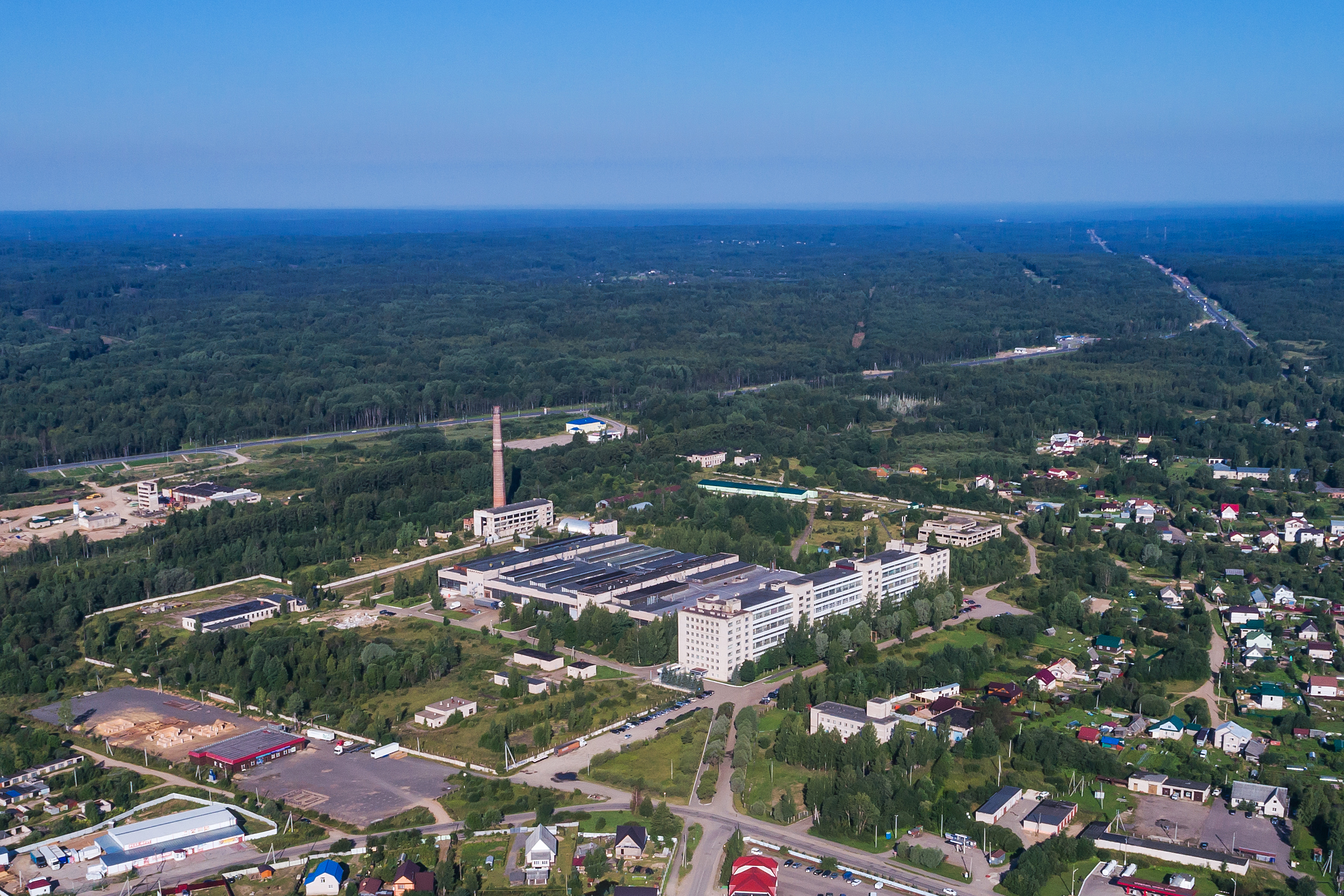
Завод «Юпітер» у Валдаї
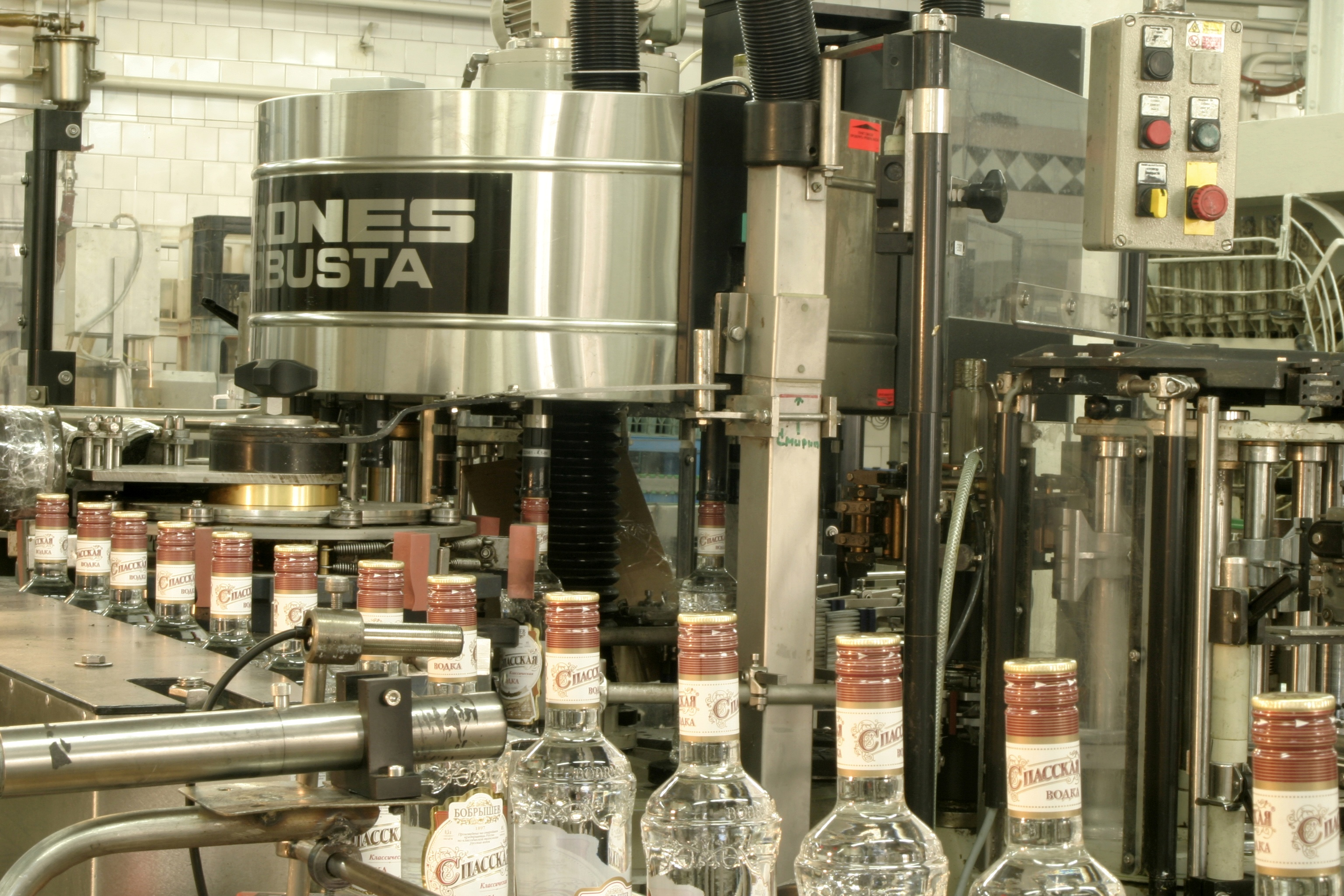
У цехах «Алкону»
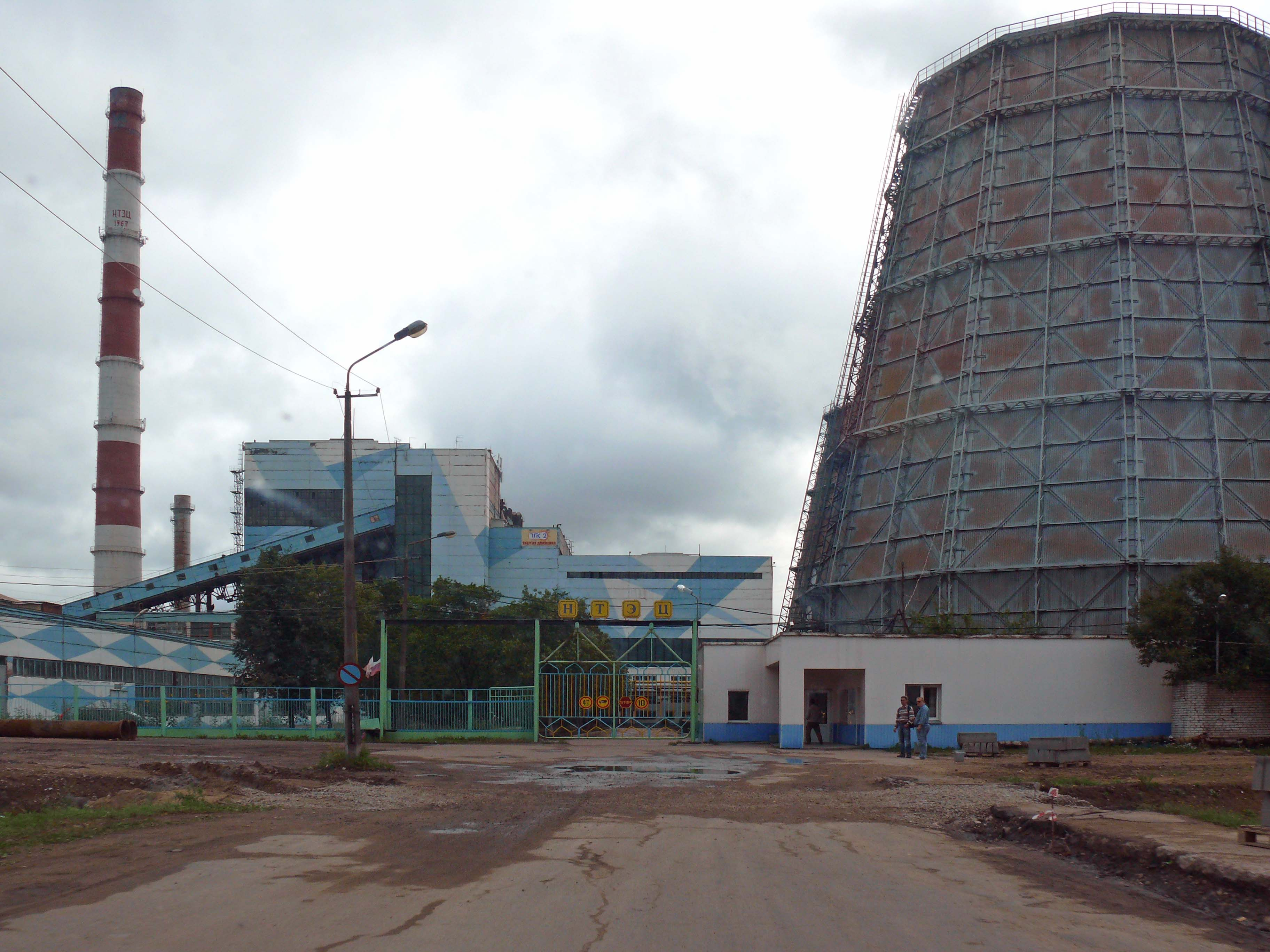
Градирня Новгородської ТЕЦ

|                         | 2015  | 2016  | 2017  |
| Російська Федерація     | 96,6  | 101,1 | 102,1 |
| Північно-західний район | 96,0  | 102,0 | 103,5 |
| Новгородська область    | 102,7 | 103,8 | 104,5 |

## Третинний сектор
За 2019 рік у Новгородській області було надано послуг населенню на загальну суму 33,2 млрд російських рублів, у перерахунку на одного мешканця регіону — 55,5 тис. рос. руб. Серед сфери послуг найбільш розвиненою є туристична галузь (пізнавальний, спортивно-оздоровчий, екологічний та інші види).

### Фінанси
Основним суб'єктом фінансової системи області слугує регіональне відділення державного Банку Росії та інших провідних комерційних банків держави (Сбербанк, ВТБ, Газпромбанк, Альфа-Банк, Россельхозбанк, Райффайзенбанк, Совкомбанк, ЮниКредит Банк та інші). В області було створено дві регіональні фінансові установи зі штаб-квартирами у Великому Новгороді: 1989 року — Славянбанк, 1991 року — Новобанк.

### Торгівля
Загальний товарообіг роздрібної торгівлі 2019 року склав 120,5 млрд російських рублів, у перерахунку на одного мешканця регіону — 201,4 тис. російських рублів (37-ме). Структура роздрібної торгівлі у грошовому еквіваленті: продовольчі товари — 49,2 %, непродовольчі — 50,8 %.
Великі системоутворюючі підприємства гуртової торгівлі області:
- АТ «Корпорация Сплав» — гуртова торгівля машинами та обладнанням для машинобудівної галузі (Великий Новгород);
- ТОВ «Галичи» — гуртова торгівля будівельними матеріалами і скобяними товарами (Великий Новгород);
- ТОВ «СПЛАТ» — гуртова торгівля фармацевтичною продукцією (Окуловський район);
- ТОВ «Сплат Глобал» — гуртова торгівля косметичною продукцією (Окуловський район)[32].

### Транспорт

#### Автомобільний
Автомобільний транспорт — основний вид транспорту в області. Загальна протяжність автомобільних шляхів Новгородської області становить 14969 км, в тому числі 400 км автодоріг федерального значення, 8421 км регіонального та міжмуніципального значення, 6148 км місцевого. Головна автомобільна магістраль регіону — федеральна автомобільна дорога М10 (E105), ділянка «Москва — Санкт-Петербург» («Росія»). Важливими автомагістралями також є швидкісна автомобільна дорога М11 «Москва — Санкт-Петербург» і федеральна автомобільна траса Р56 (А116) «Великий Новгород — Сольці — Порхов — Псков».
Станом на 2016 рік 73,6 % автодоріг перебували в поганому стані та потребували ремонту (16-те). 2017 року були виконані значні роботи з ремонту 314 км автомобільних доріг регіонального та місцевого значення Новгородської області, з яких 270 км було відремонтовано за підтримки федерального бюджету, 12 мостових споруд. Це дозволило втричі збільшити річні обсяги ремнотів автошляхів. Це також дозволило відремонтовати 16,9 км вулично-дорожньої мережі обласного центру і міста Боровичі. Наступного року в нормативний стан було приведено понад 1000 км автомобільних доріг, а 544,5 км, що не відповідали критеріям доріг регіонального значення, передано на баланс муніципальних районів (Мошенського і Любитинського).

Транспортна інфраструктура Новгородської області
Транспортні магістралі області (англ.)
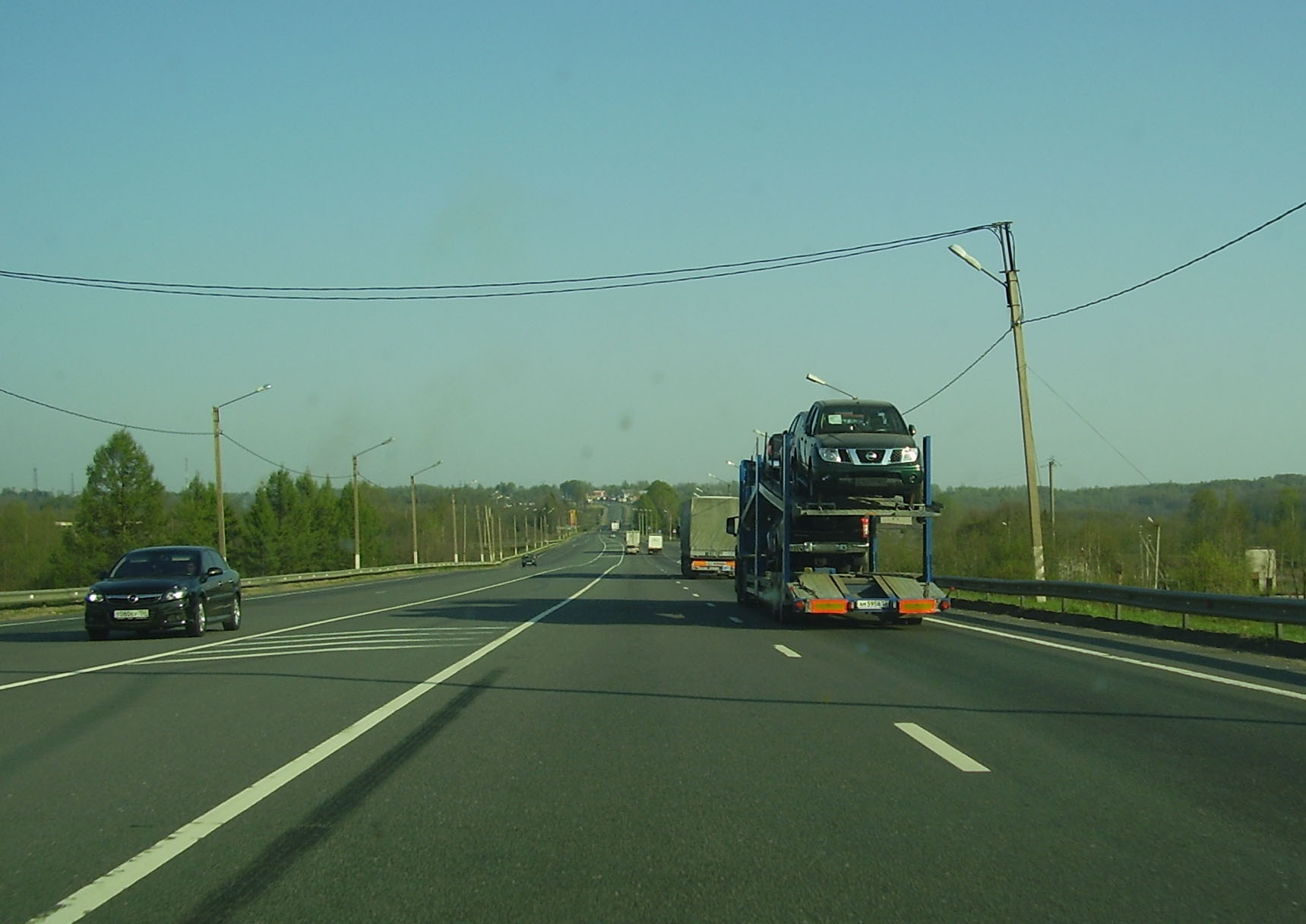
Головна автомагістраль області — федеральна траса М10 «Росія»
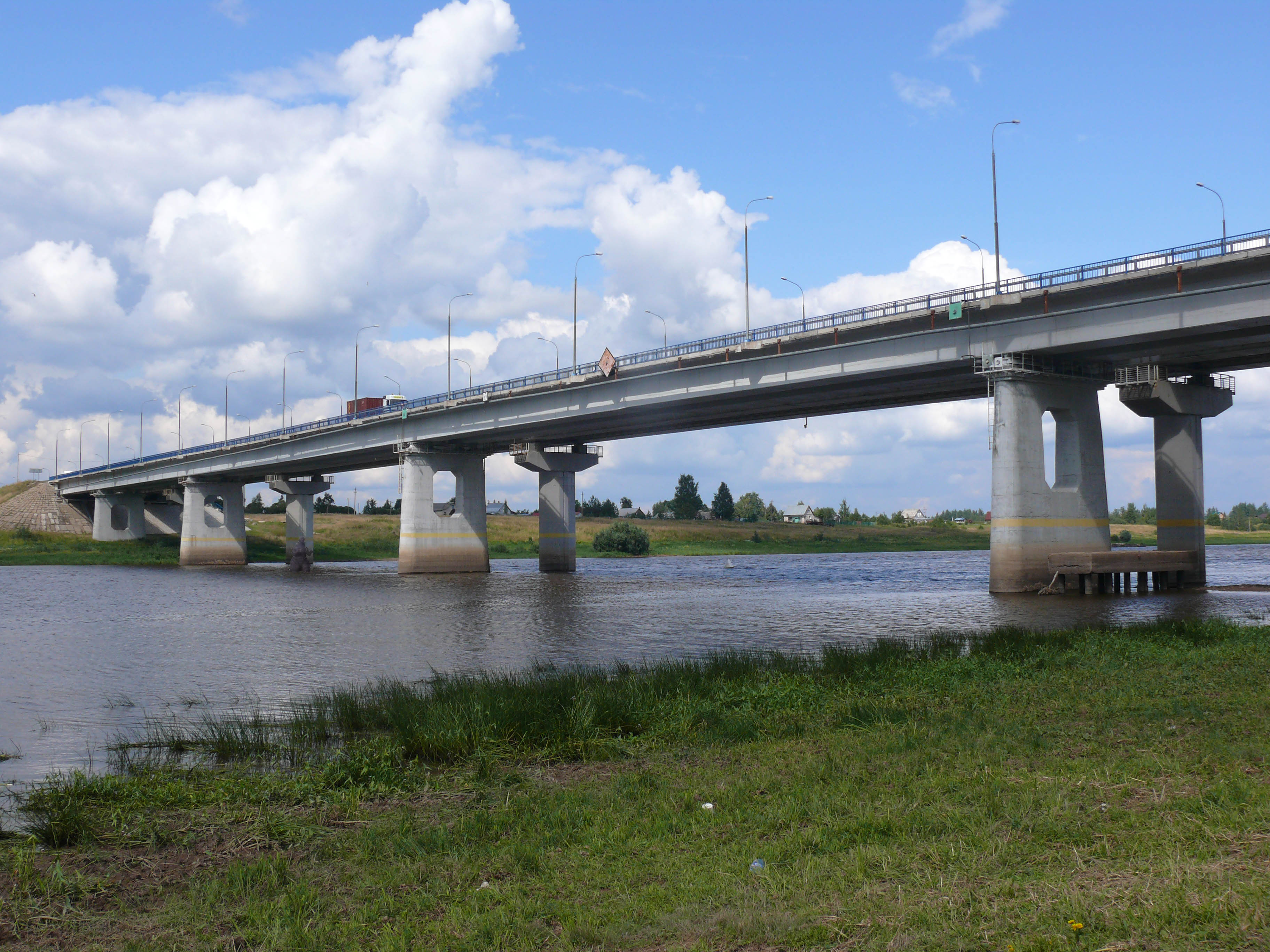
Автомобільний міст через Волхов на трасі М10
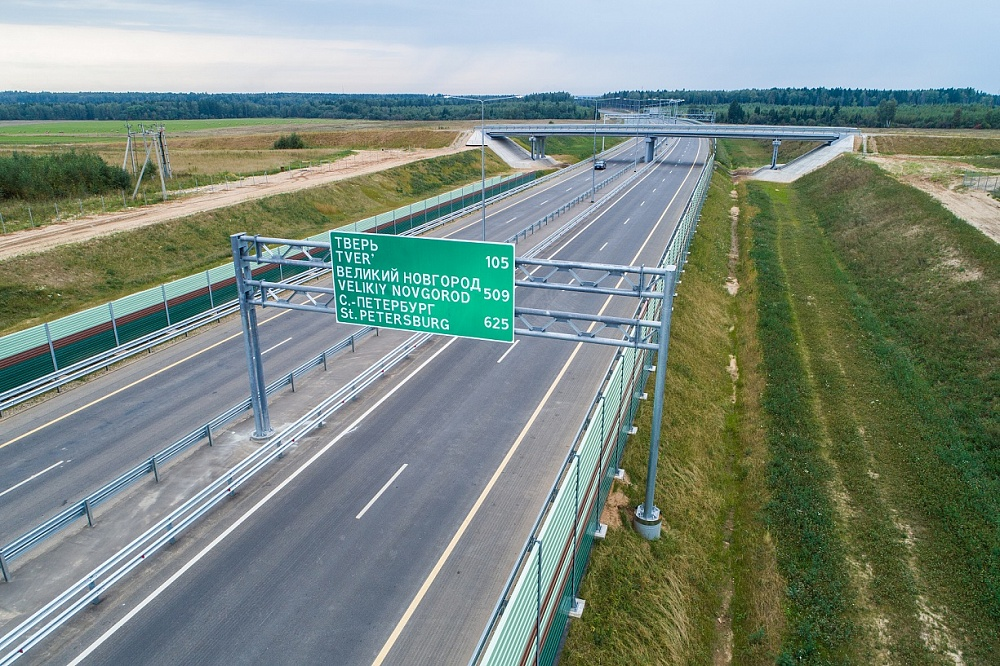
Швидкісна автомагістраль М11 «Нева»
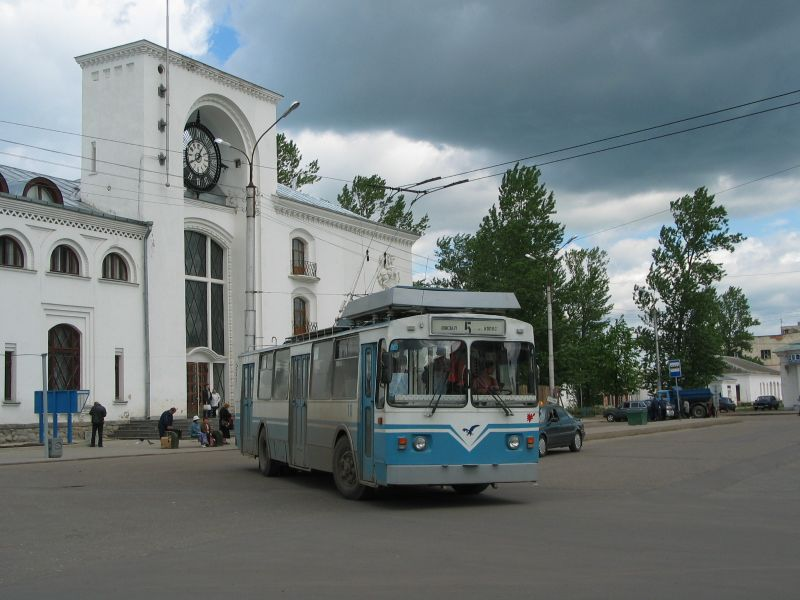
Тролейбус Новгорода на привокзальній площі
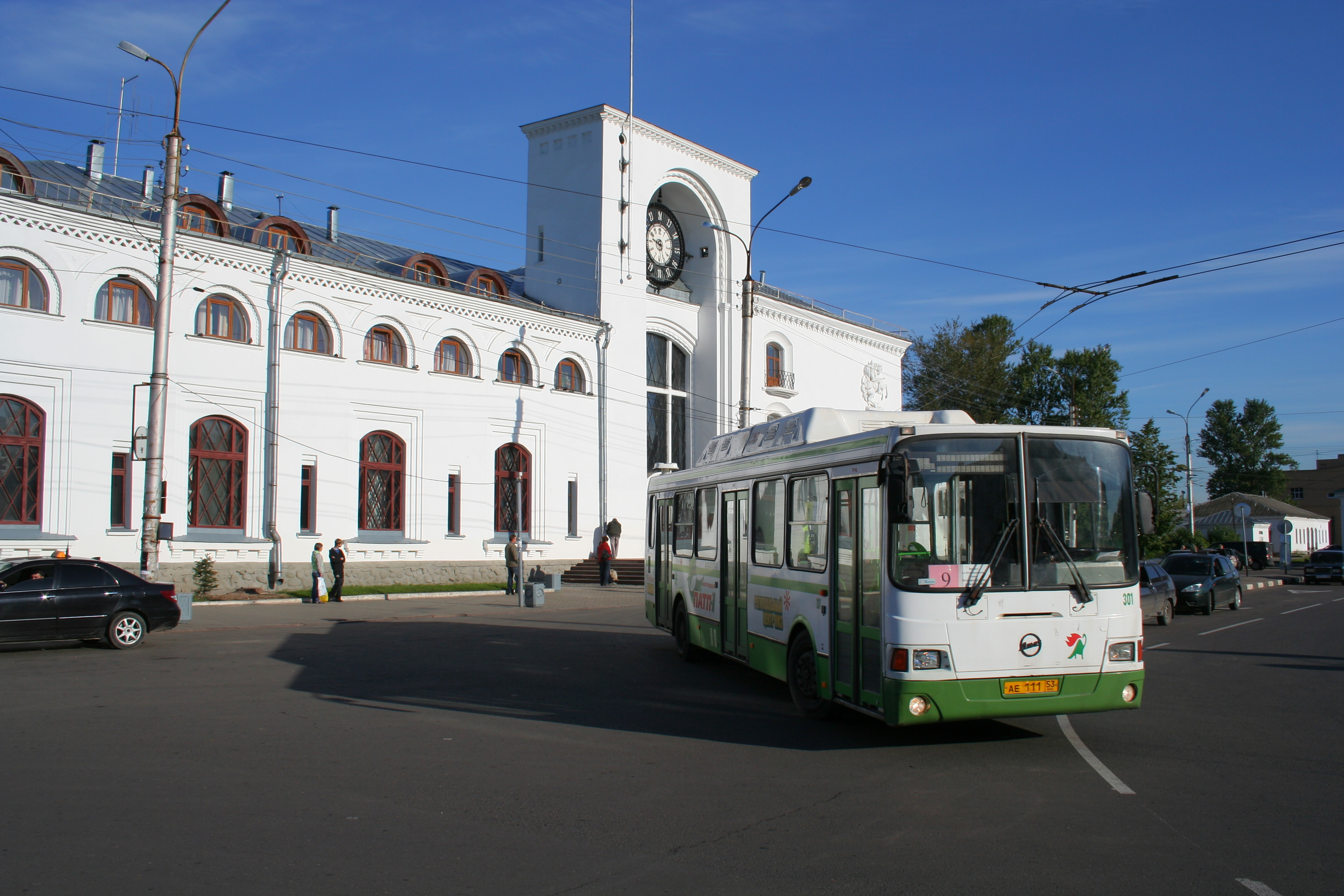
Міський автобус Новгорода

Існує автобусне сполучення між обласним центром і Псковом, Ригою (Латвія), Санкт-Петербургом (Вітебський вокзал), Маріямполе (Литва). 1995 року Новгороді було уведено в експлуатацію першу в самостійній Росії тролейбусну мережу (27 км, 5 маршрутів), проєктування та спорудження якої розпочиналось ще за радянських часів.
Великі автотранспортні підприємства — ТОВ «НБИ Транспорт-Сервис» (Великий Новгород), Мошенське пасажирське АТП (Мошенський район).
Важливий етап автомобілізації населення регіону відбувся в 1990-2000-ні роки, коли за перші два десятиліття самостійності Росії кількість власників приватних автівок зросла в рази, з 4,26 % до 21,7 % від загальної кількості населення(39-те).

#### Залізничний
Залізничний транспорт є другим за важливістю в регіоні і першим за обсягами транзитних пасажирських перевезень на напрямках Москва — Санкт-Петербург, Санкт-Петербург — Невель, Санкт-Петербург — Ярославль, Псков — Ярославль. Загальна довжина залізниць регіону перевищує 1200 км. Обласний центр має залізничне сполучення з Нижніми Новгородом, Владимиром, Москвою, Твер'ю, Санкт-Петербургом, Петрозаводськом, Калінінградом, Мурманськом; Вітебськом, Брестом, Мінськом (Білорусь), Вільнюсом (Литва). 2018 року державна компанія Російські залізниці (РЖД) упорядковала об'єкти інфраструктури залізничного пасажирського комплексу на станціях Чудово-Московське, Батецька, Окуловка, Парфіне, Сольці та прилеглої до станцій територій.
Залізничні колії Октябрської залізниці
- Санкт-Петербург — Чудово — Окуловка — Угловка — Бологе — Твер — Москва (найстаріша залізниця Росії (1851), електрифікована).
- Санкт-Петербург — Мга — Кириші — Неболчі — Хвойна — Кабожа — Пестово — Москва
- Санкт-Петербург — Сольці — Дно, далі на Мінськ, Київ і Кишинів.
- Великий Новгород — Батецький — Луга
- Великий Новгород — Тьосово-Нетільський —Новолісіно — Павловськ — Санкт-Петербург.
- Великий Новгород — Чудово — Волхов.
- Бологе — Валдай — Стара Русса — Дно.
- Валдай — Крестці.
- Угловка — Боровичі.
- Окуловка — Неболчі.
- Кабожа — Подборов'є.

Залізниці Новгородської області
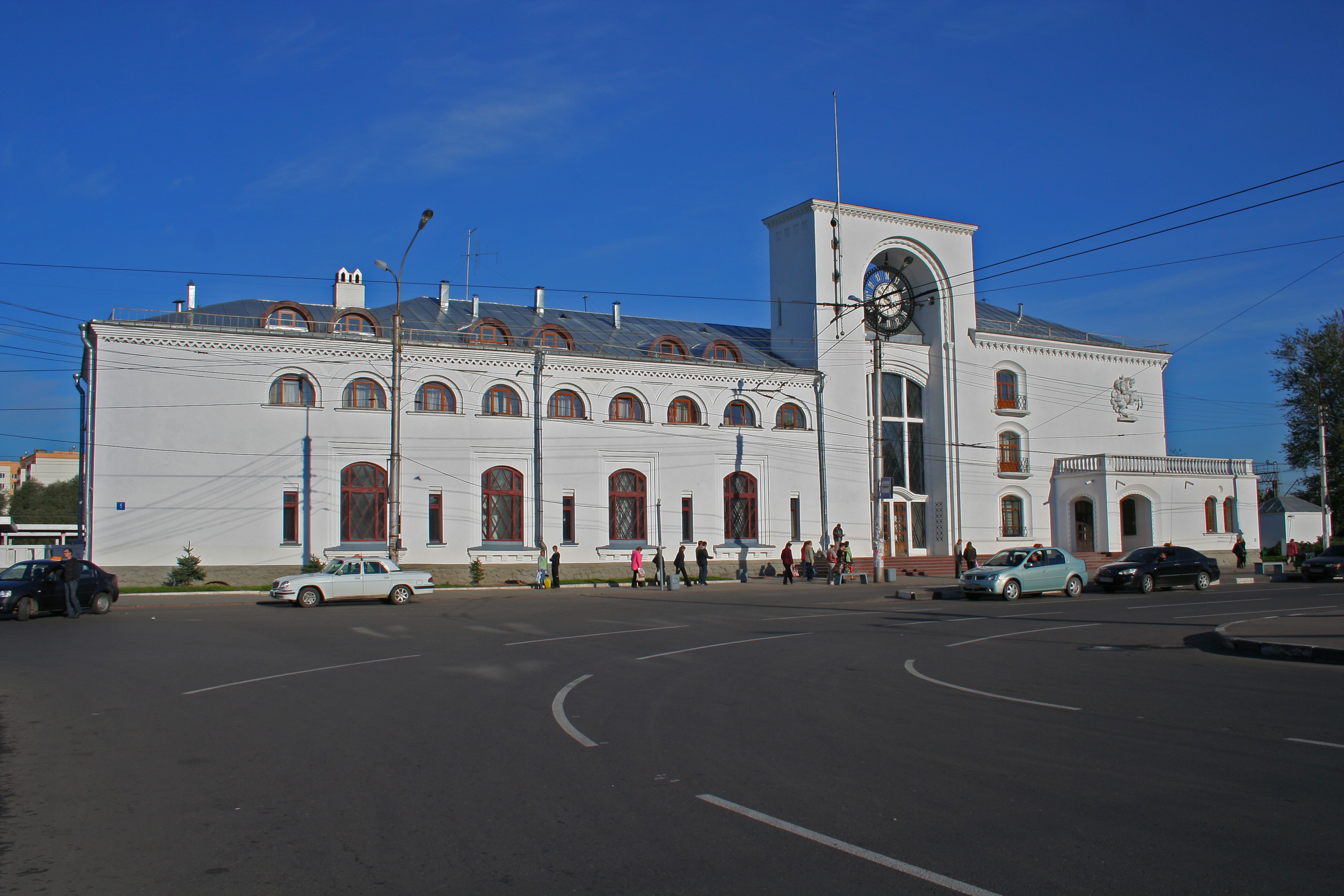
Вокзал Великого Новгорода
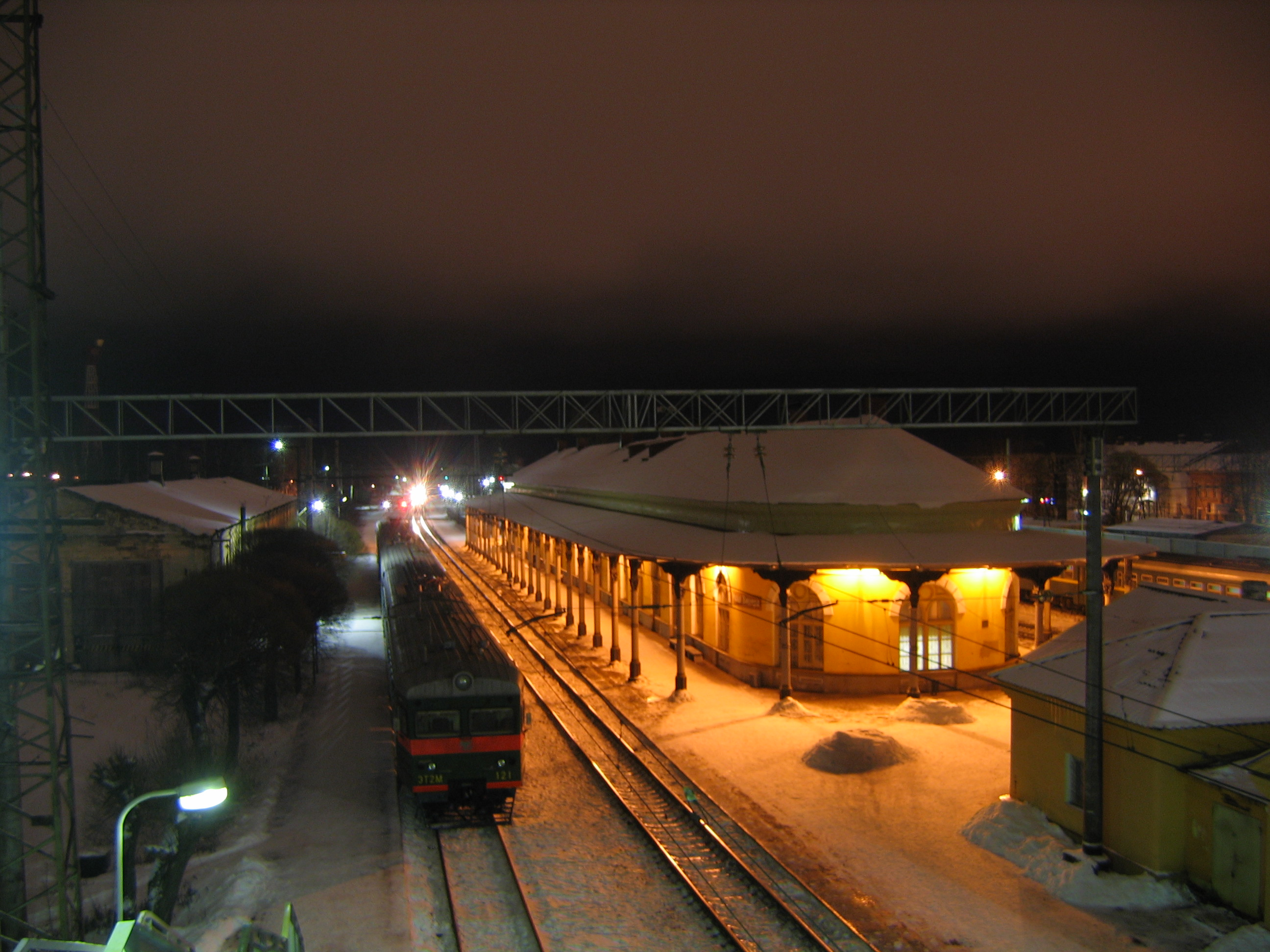
Мала Вішера — одна з найстаріших залізничних станцій Росії
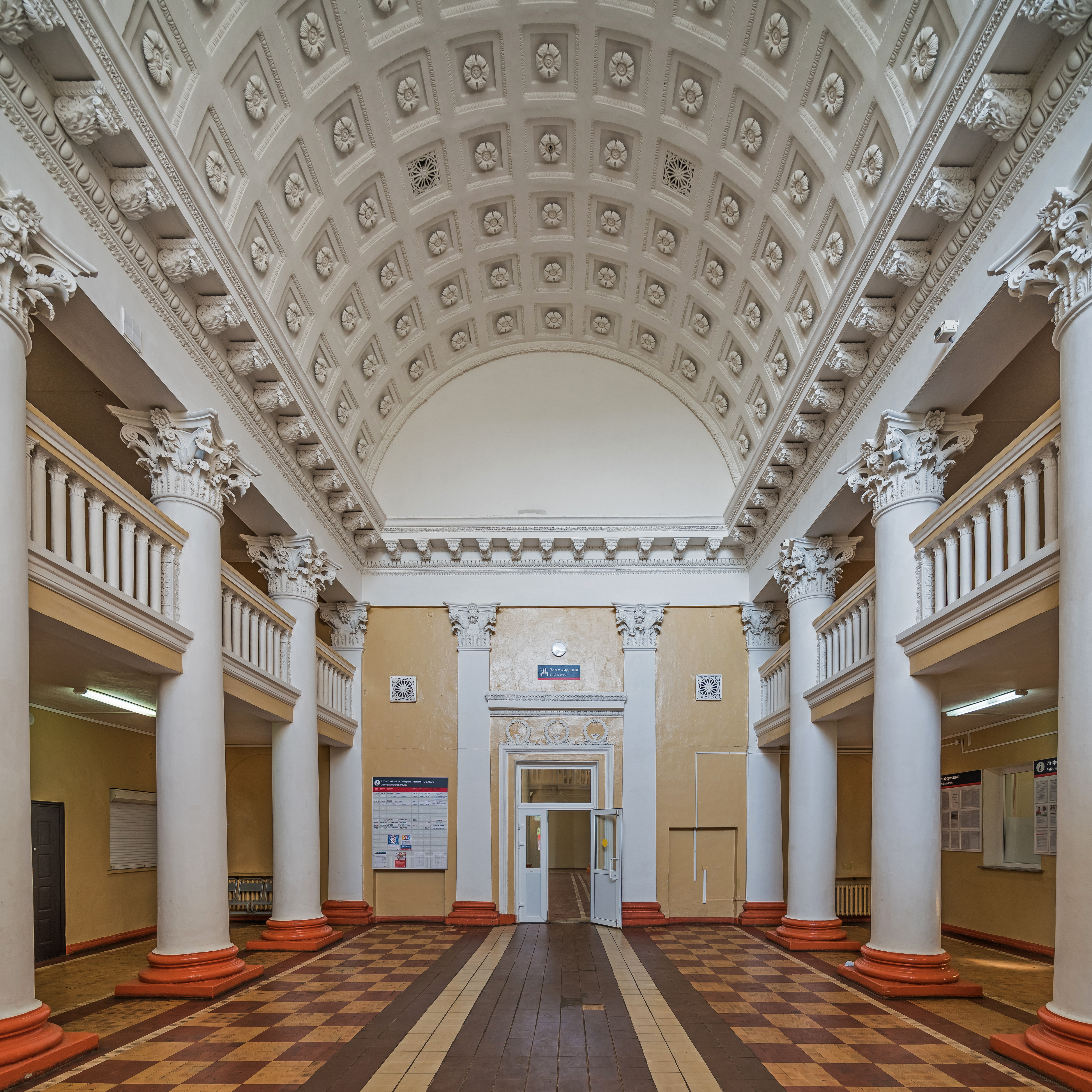
Інтер'єр вокзалу в Старій Руссі
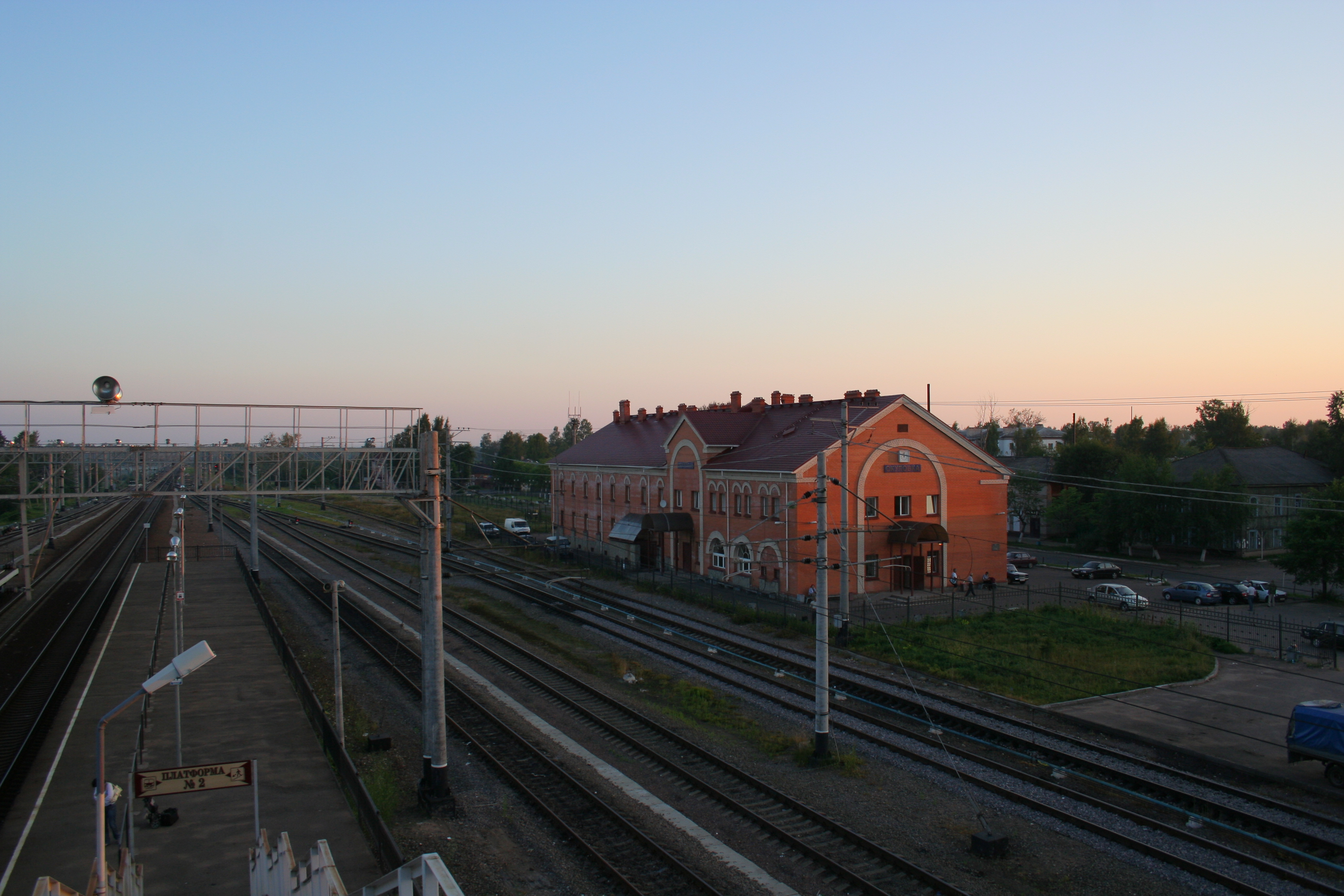
Вокзал станції Окуловка
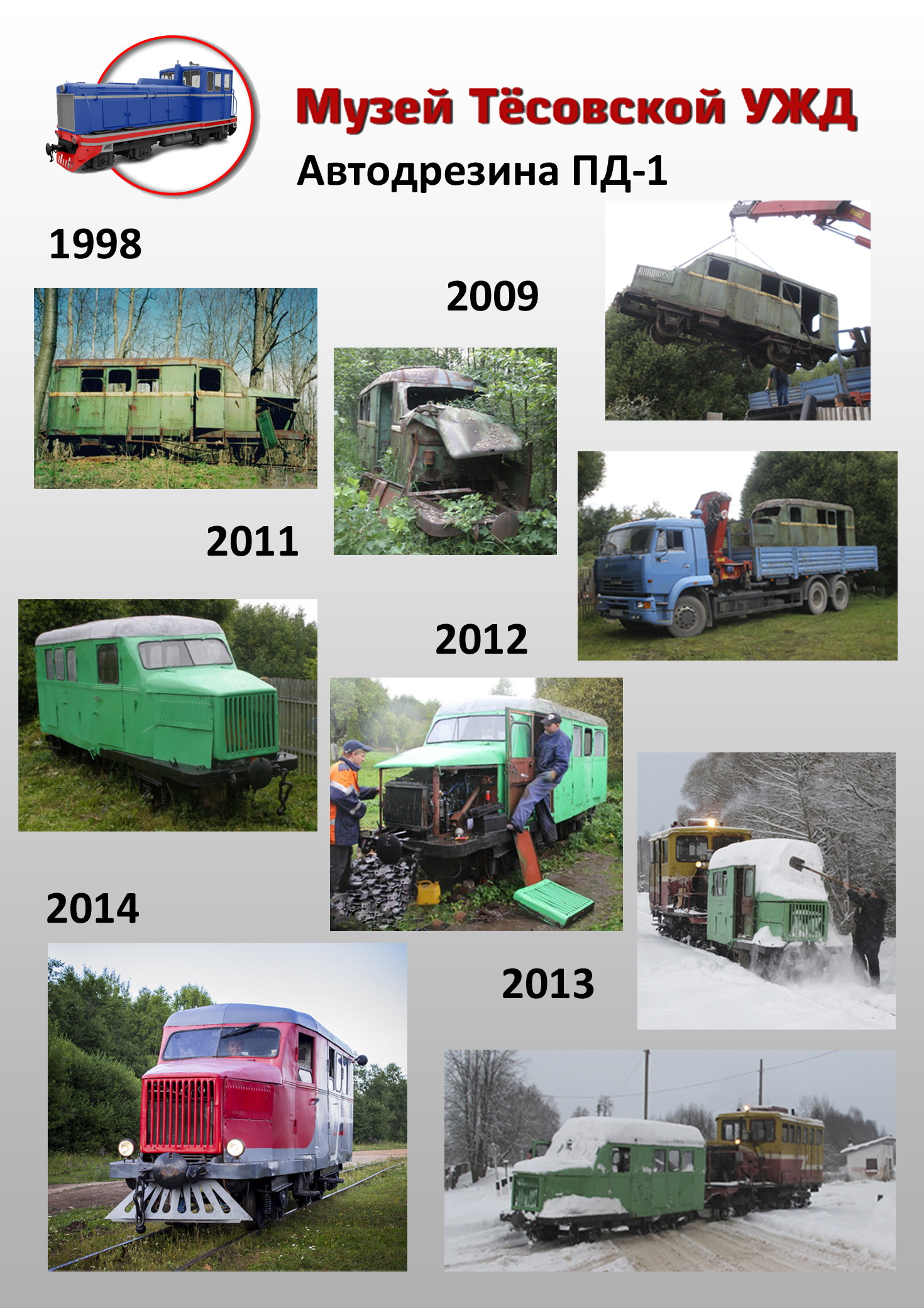
Тесівська вузькоколійка
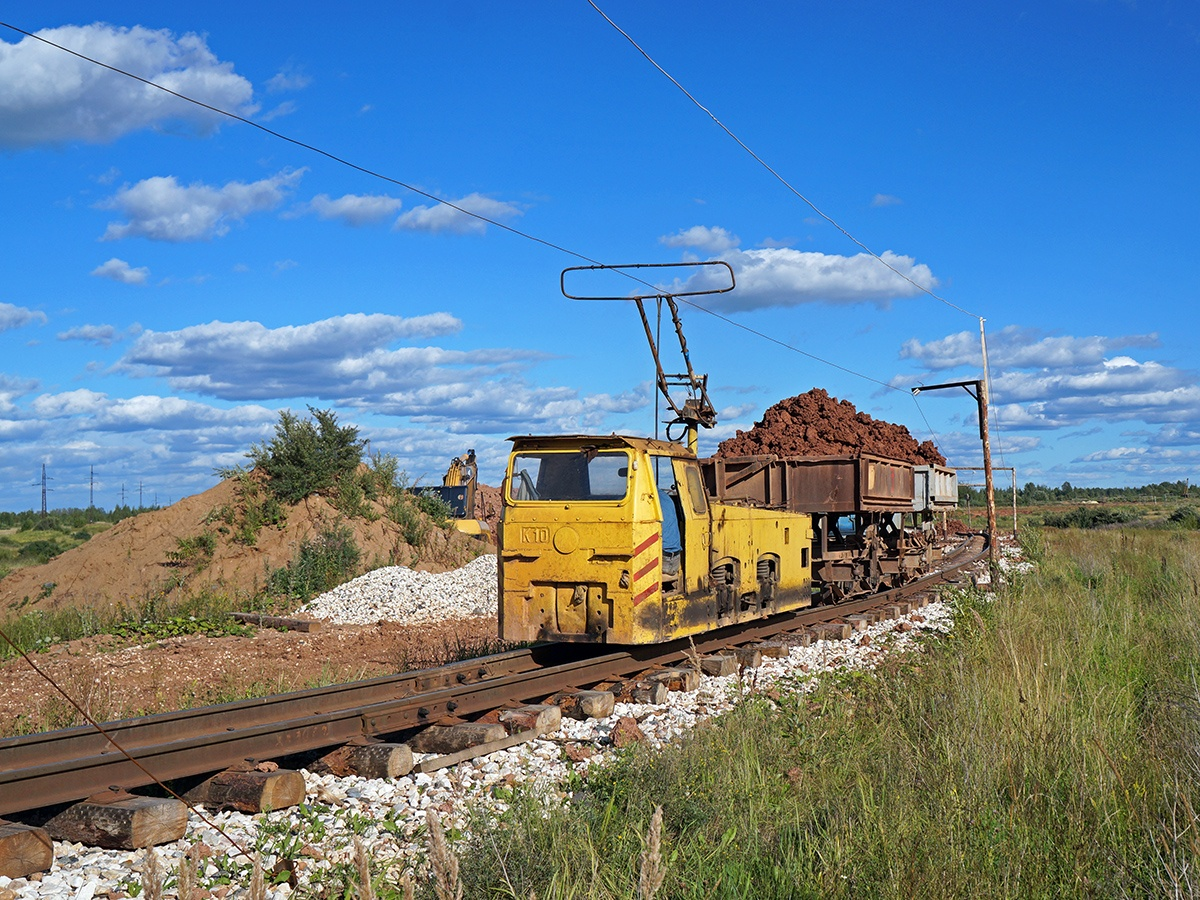
Боровицька вузькоколійка

Вузькоколійні залізниці
- Тесівська вузькоколійна залізниця транспортного управління — збудована 1939 року, ширина колії 750 мм, довжина 16 км.
- Кушаверська вузькоколійна залізниця торфового підприємства — збудована 1967 року, ширина колії 750 мм, довжина 16 км.
- Боровицька вузькоколійна залізниця комбінату будівельних матеріалів — збудована 1954 року, ширина колії 750 мм, довжина 2 км.

#### Водний
Водний транспорт в регіоні має тисячолітні традиції, територія області лежить на давньому торговельному шляху «з варяг до греків», що пролягав річками Волхов і Ловать. У XVIII—XIX століттях Новгород був одним з пунктів Вишнєволоцької водної системи. 1858 року відкрилося пароплавне сполучення між Старою Русою і Новгородом. Від початку XX століття водний транспорт втратив своє колишнє значення. Загальна довжина водних шляхів Новгородської області — 680 км. Сучасне судноплавство здійснюється річками Волхов, Мста, озерам Ільмень, Валдайським та іншими. 2019 року, після десятирічної перерви, до Великого Новгорода зайшов трипалубний круїзний теплохід «Сергій Єсенін». Річка Волхов судноплавна на всьому відрізку в межах області. Сіверсовим каналом він поєднується з Мстою, яка, в свою чергу, Вішерським поєднана з Вішерою.

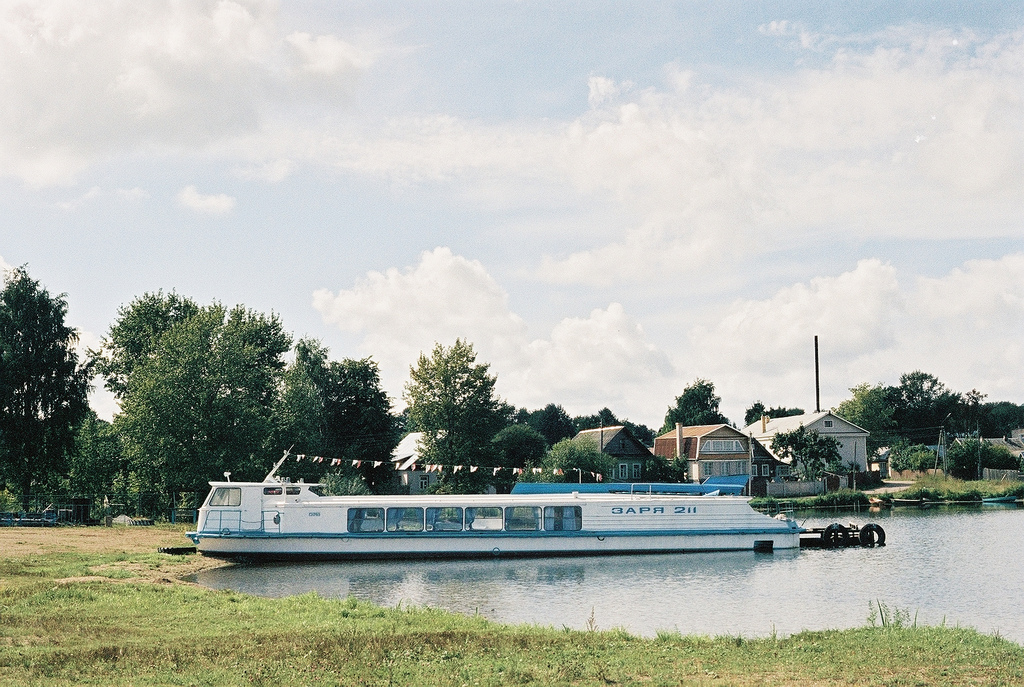
Пароплав «Зоря» на Ільмені
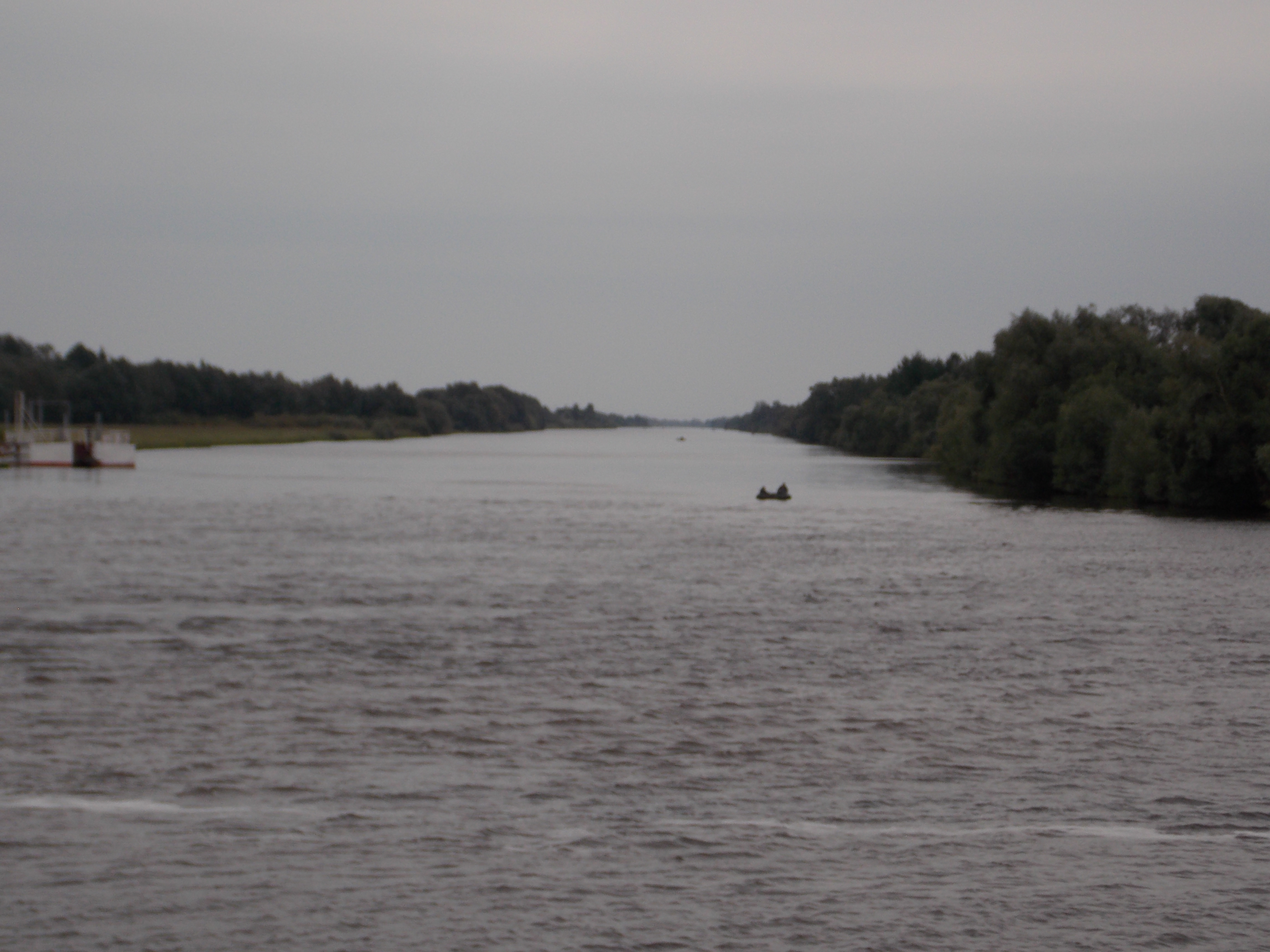
Сіверсів канал
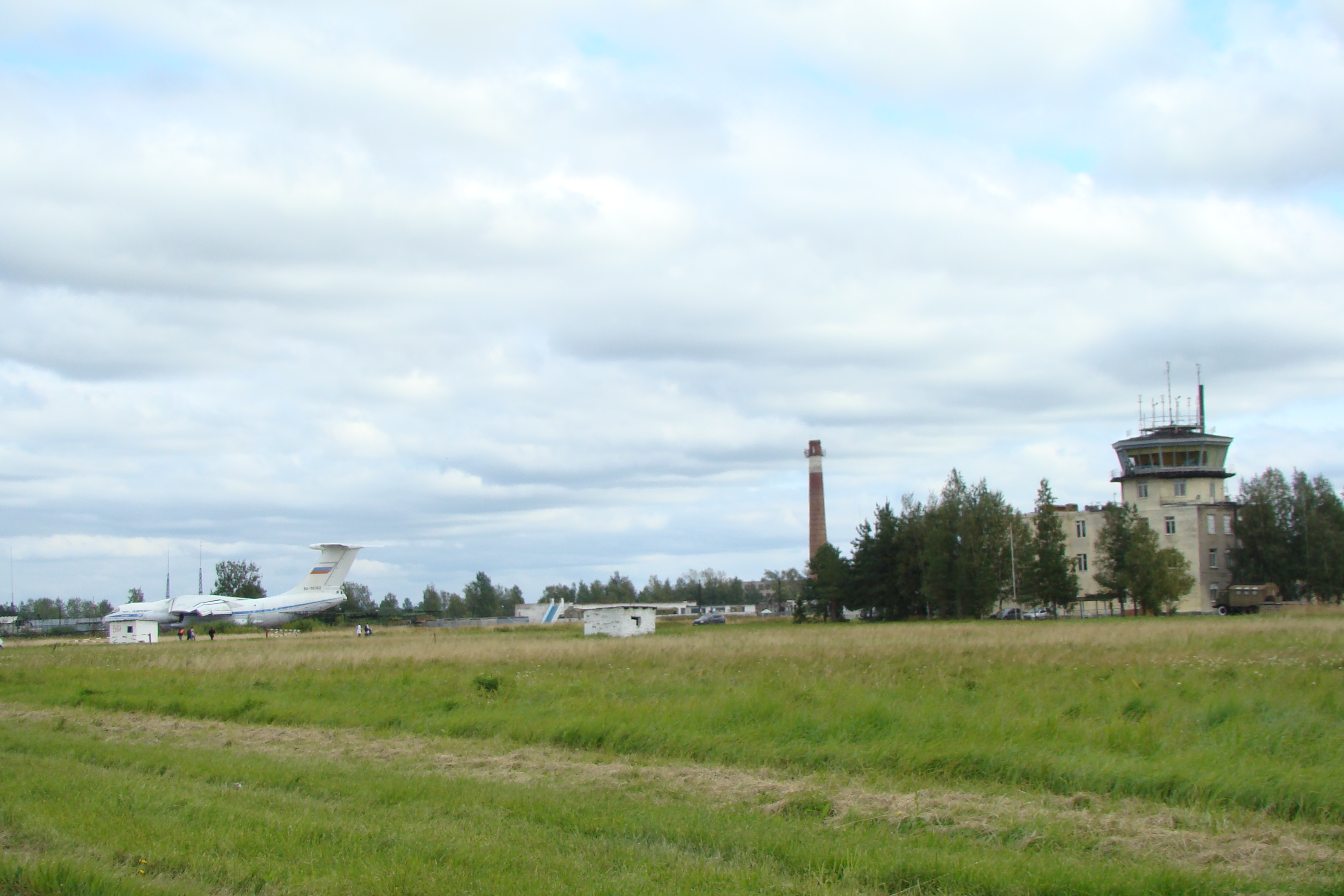
Аеродром Кричевиці

#### Повітряний
Повітряний транспорт в регіоні нерозвинений. Авіаперевезення в регіоні за часів самостійності Росії майже повністю припинилися, хоча у Великому Новгороді існує авіапідприємство, старий аеропорт в Юр'єво (ULNN) не експлуатується. Окремі чартерні рейси повітряними суднами цивільної авіації можливі за погодженням з Міністерством оборони з аеродрому в Сольцях і за погодженням з адміністрацією 123-го авіаремонтного заводу з аеродрому в Старій Руссі.
2006 року були відновлені роботи з будівництва аеропорту на базі колишнього військового аеродрому «Кречевиці» (ULLK), в однойменному мікрорайоні обласного центру. Закінчення будівництва планувалось на 2009 рік, час святкування 1150-річчя Великого Новгорода. 2014 року інфраструктура аеродрому була передана у власність уряду Новгородської області, в управління державної обласної казенної установи «НовгородТрансАвиа». Проте проєктні роботи продовжувались і 2018 року. Того ж року аеродром був включений до «Плану модернізації і розширення магістральної інфраструктури Російської Федерації до 2024 року», затвердженого розпорядженням № 2101-р Уряду Російської Федерації від 30 вересня.

#### Трубопровідний
За радянських часів через територію області було прокладено газогін від Москви до Ленінграда із заходом у Новгород із відгалуженнями на Боровичі та Псков. Східною частиною області було прокладено нафтогін з Горького до Ленінграда через Парфіно — Хвойну — Неболчі.

### Зв'язок

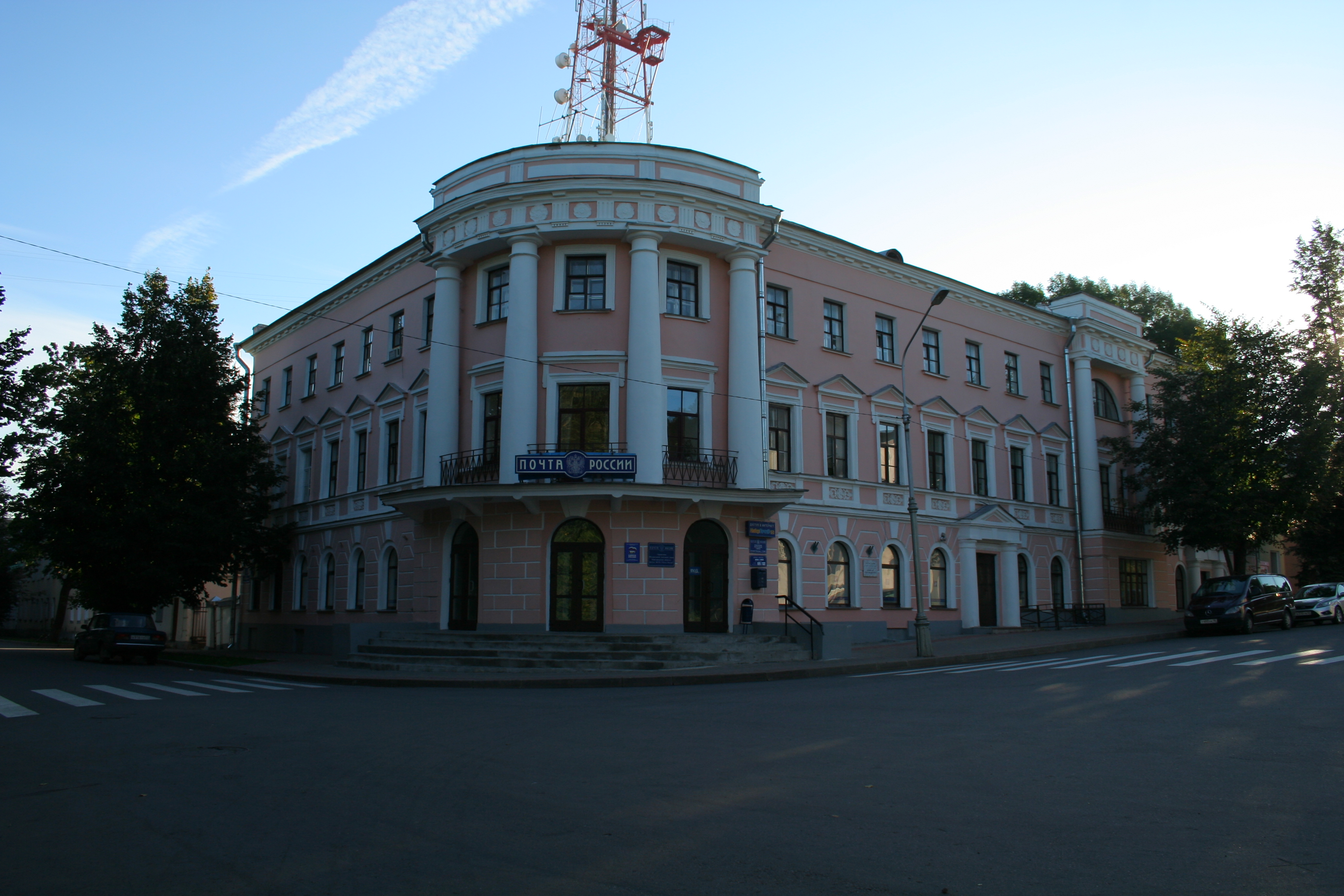
Будівля Головпоштамту Великого Новгорода, позаду телевізійна вежа

Головні інтернет-провайдери в Новгородській області, станом на 2020 рік: «Альфаком», «Ростелеком», «МТС», «InterZet», «Maxima Communications», «Novline».
Територію області повністю, або частково покривають мережі загальноросійських операторів мобільного зв'язку: МегаФон, Мобильные ТелеСистемы (МТС), Билайн, Tele2 Россия, Yota, Скай Линк.
Станом на 2016 рік 61,4 % мешканців області були забезпечені доступом до мережі Інтернет (64-те), лише 35 % з тих, хто їм користується, роблять це щодня (79-те).

### Будівництво
Великі будівельні підприємства області — ЗАТ «Проектстрой», ТОВ «Трест-2», ЗАТ «СУ-5», ТОВ «Деловой партнёр» (Великий Новгород), ТОВ «Новгородская ПМК-1» (Новгородський район). Транспортного будівництва — АТ «ПО Росдорстрой» (Валдайський район).

### Комунальне господарство
Великі комунальні підприємства регіону — ТОВ «Экосити», ТОВ «Экосервис» (Великий Новгород), ТОВ «Спецтранс» (Боровицький район).

### Туризм і рекреація
Не зважаючи на великий культурно-історичний і природний потенціал Новгородської області туристична інфраструктура регіону поза межами обласного центру майже не розвинена. За радянських часів на території області було створено 7 санаторіїв і бальнеологічний курорт лікувальних грязей в Старій Русі. Туристичні потоки в регіон приваблює велика кількість об'єктів культурної спадщини Росії (білше 5 тис.), найбільша концентрація в країні пам'яток давньоруської архітектури. Головними туристичними центрами Новгородської області є обласний центр та міста Валдай, Стара Русса. В області працює туристичний офіс «Русь Новгородська» і туристичні інформаційні центри на залізничних станціях Чудово і Окуловка, на трасі М-10 у Валдайському районі та «Красная изба» у Великому Новгороді. У жовтні 2018 року був запущений регіональний туристичний інформаційний портал Novgorod.travel.

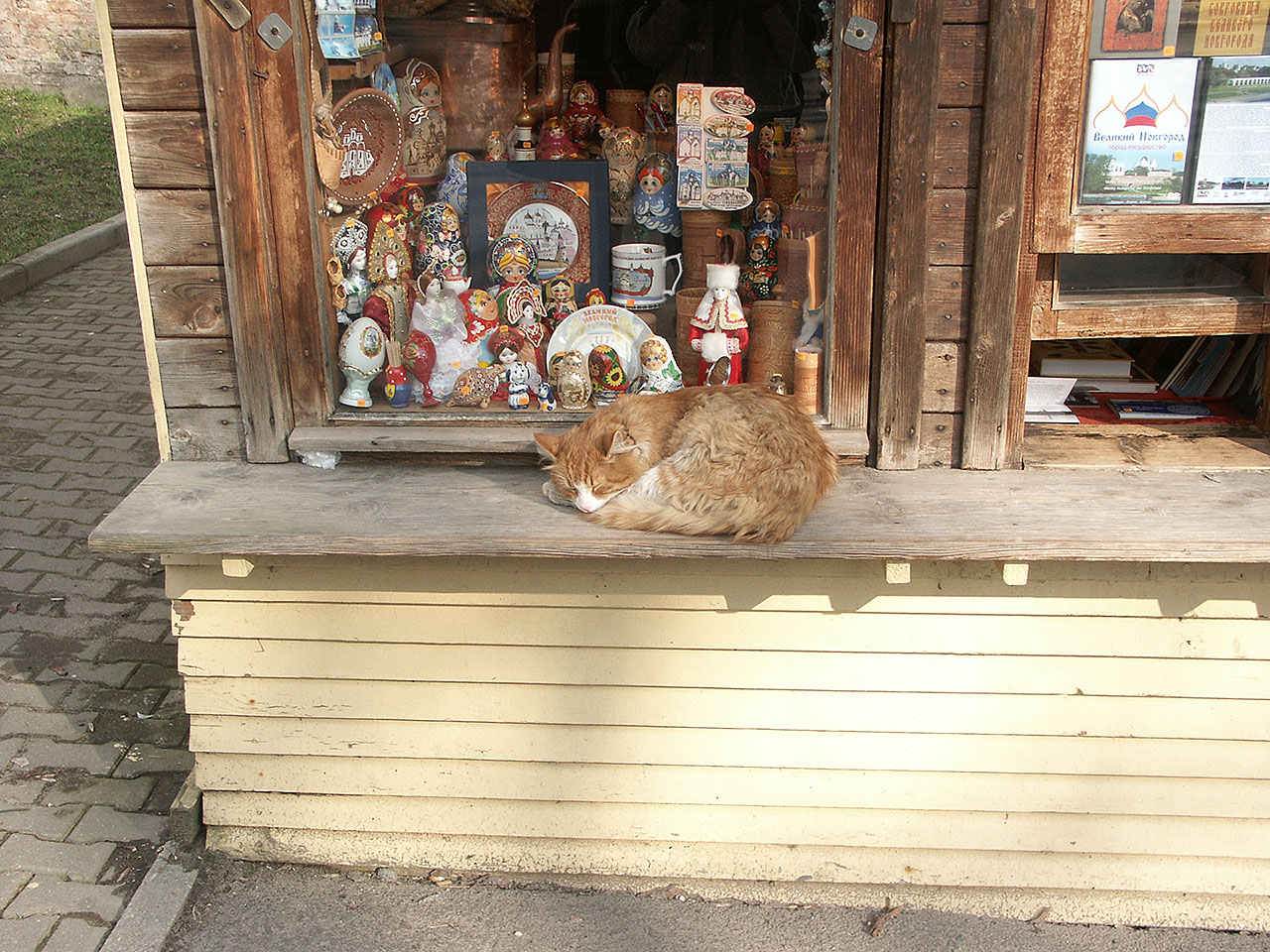
Сувенірна ятка в Дитинці
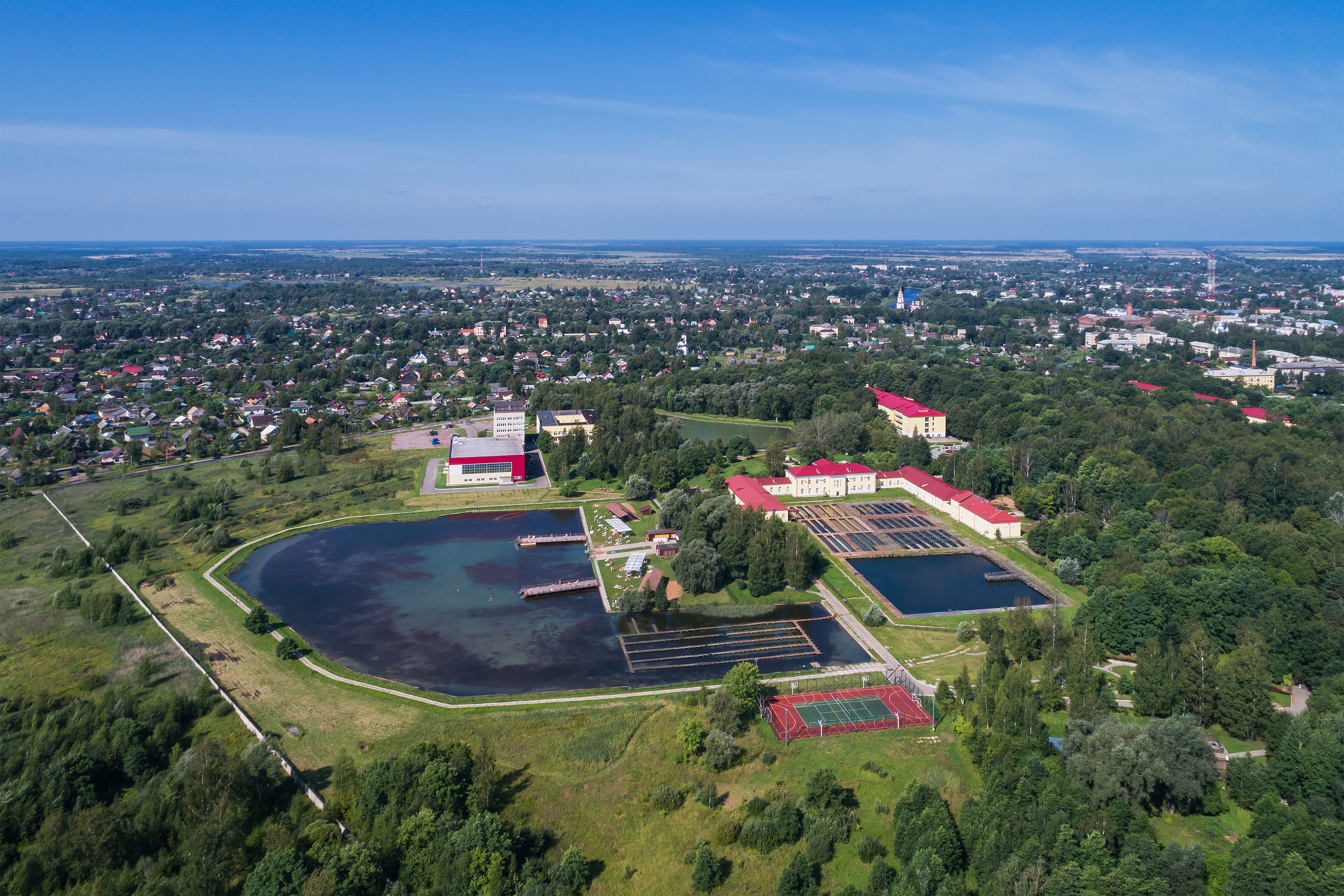
Бальнеологічний курорт, Стара Русса

Рекреаційні ресурси регіону представлені водними об'єктами (озера Ільмень, Валдай), заповідними об'єктами природи (Рдейський заповідник, Валдайський національний парк), мінеральними і радоновими джерелами, лікувальними грязями, сапропелями (Старорусський курорт).

## Трудові ресурси
Трудові ресурси Новгородської області 2019 року становили 320 тис. осіб працездантного віку, тобто чоловіків у віці 16–60 років і жінок у віці 16–55 років. Загальне демографічне навантаження на працездатне населення 2017 року в області становило 89,9 особи непрацездатного віку (дітей і стариків) на 100 осіб працездатного (2-ге). Загалом динаміка демографічного навантаження за останні 70 років мала декілька екстремумів. Максимальна величина спостерігалася в другій половині 1960-х років, коли частка дітей досягла максимальних значень, та на межі 1980-1990-х років, коли до частки дітей додалась частка осіб похилого віку. Мінімальний рівень демографічного навантаження відзначався впродовж 1970-1980-х років. Наприкінці 1990-х років демографічне навантаження літніми людьми перевищило рівень демографічне навантаження дітьми. Згідно даних перепису 2002-року в структурі трудових ресурсів основна частка працюючих припадає на віковий діапазон 20-60 років із незначним превалюванням групи 30-39-літніх серед чоловіків і 40-49-літніх серед жінок. Найбільша частка працюючих зайнята на промисловому виробництві, у сфері послуг і торгівлі.
Рівень безробіття 2017 року в Новгородській області склав 4,7 % від працездатного населення (58-ме). 2018 року в інших регіонах було задіяно 4,2 % трудових ресурсів Новгородської області (30-те), відносна трудова міграція склала -3,4 % (56-те). Найвища частка безробітних припадає на осіб без освіти та з неповною середньою освітою, найменша частка безробітних серед осіб з вищою освітою. У вікових групах найбільше безробітних серед працездатних до 25 років, найменше — від 55 до 60 років.
Найвища частка працюючих з вищою освітою спостерігається у фінансовій, державному управлінні та забезпеченні державної внутрішньої та воєнної безпеки, освітній галузях; найменша — у сільському господарстві та видобувній галузі. В обробній промисловості, електроенергетиці, охороні здоров'я та сфері послуг найвища частка працюючих з професійною та неповною вищою освітою. Найбільша частка працівників лише з повною середньою освітою спостерігається в лісовому та сільському господарствах; найменша — в державному управлінні та освітній галузі. Відзначається загальна тенденція збільшення частки працівників з повною вищою професійною освітою та зменшення частки з неповною основною середньою. У середньому жінки-працівниці мають незначно вищий рівень професійної та загальної освіти ніж чоловіки-працівники, але з нерівномірним розподілом за галузями зайнятості.
Сальдо закордонної трудової міграції в регіоні за часів самостійності Росії майже виключно додатне, новгородці майже не виїздили за кордон на роботу, але залучались закордонні легальні та нелегальні трудові мігранти (значна частка яких складали громадяни України). 2005 року частка іноземної робочої сили в регіоні перевищували 0,5 % від усіх трудових ресурсів.

### Атласи, карти
- Атлас світу / голов. ред. І. С. Руденко ; зав. ред. В. В. Радченко ; відп. ред. О. В. Вакуленко. — К. : ДНВП «Картографія», 2005. — 336 с. — ISBN 9666315467.
- (рос.) Атлас Новгородской области / ред. коллегия: Шведчиков Б. Н., Селиверстов Ю. П., Дуров А. Г. и др.; ст. ред. Тимофеева Н.И. — М. : Главное управление геодезии и картографии при Совете Министров СССР, 1982.
- (рос.) Новгородская область: Атлас / Министерство экономического развития Российской Федерации. Федеральное агентство геодезии и картографии (Роскартография). — Великий Новгород : Новгородское аэрогеодезическое предприятие, 2008. — 144 с. — (Регионы России). — 200 екз.
- (рос.) Северо-западный район СССР. Экономическая карта // Географический атлас для учителей средней школы / Отв. ред. Л. Н. Колосова. — М. : ГУГК при Совмине СССР, 1982. — 238 с.
- (рос.) Национальный атлас России : [в 4-х т.] / Глав. ред. тома В. С. Тикунов. — М. : Роскартография, 2008. — Т. 3 : Население. Экономика. — 496 с. — 3000 прим. — ISBN 5-85120-216-5.
- (рос.) Национальный атлас России : [в 4-х т.] / Глав. ред. тома Ю. А. Веденин. — М. : Роскартография, 2009. — Т. 4 : История. Культура. — 500 с. — 3000 прим.

### Агровиробництво
- (рос.) Агроклиматический справочник по Новгородской области. — Л. : Гидрометеоиздат, 1960.

### Історія
- (рос.) Арциховский А. В. Новгородские ремесла // Новгородский исторический сборник. — Новгород : [б. и.], 1939. — Вип. 6.
- (рос.) Бочаров Г. Н. Прикладное искусство Новгорода Великого. — М. : Наука, 1969.
- (рос.) История экономики Великого Новгорода и Новгородской земли : очерки хозяйственного развития. — Великий Новгород : Новгородский филиал Санкт–Петербургского государственного университета экономики и финансов, 2009.
- (рос.) Каргер М. К. Новгород Великий. — М.–Л. : Искусство, 1961. — 309 с.
- (рос.) Можайский И. П. Учебный курс географии Новгородской губернии. — 2–е изд., испр.и доп. — Новгород : Типолитография Губернского правления, 1890.
- (рос.) Новгородская область за 50 лет. Статистический справочник. — Новгород : Изд-во газеты «Новгородская правда», 1967.
- (рос.) Природа и население Ленинградской области. Справочная книга по краеведению. — М.-Л., 1928.
- (рос.) Статистические сведения о Новгородской губернии. — Новгород, 1866.